# 2. Dezember
Der 2. Dezember ist der 336. Tag des gregorianischen Kalenders (der 337. in Schaltjahren), somit bleiben 29 Tage bis zum Jahresende.

## Ereignisse

### Politik und Weltgeschehen
- 990: Der maurische Feldherr Almansor erobert die Befestigungsanlagen von Montemor für das Kalifat von Córdoba.
- 1427: Zur Finanzierung von Feldzügen gegen die Hussiten billigt der Reichstag zu Frankfurt unter dem römisch-deutschen König Sigismund eine Reichskriegssteuer, später Hussitenpfennig genannt.
- 1428: Während der Appenzellerkriege kommt es zum Gefecht bei der Letzi, aus dem Friedrich VII. von Toggenburg siegreich hervorgeht. Die geschlagenen Appenzeller geben in der Folge ihre Expansionsbestrebungen auf und fügen sich einem Schiedsspruch der Acht Alten Orte.
- 1462: Johann Giskra nimmt den walachischen Fürsten Vlad III. Drăculea durch eine Täuschung gefangen und übergibt ihn dem ungarischen König Matthias Corvinus.

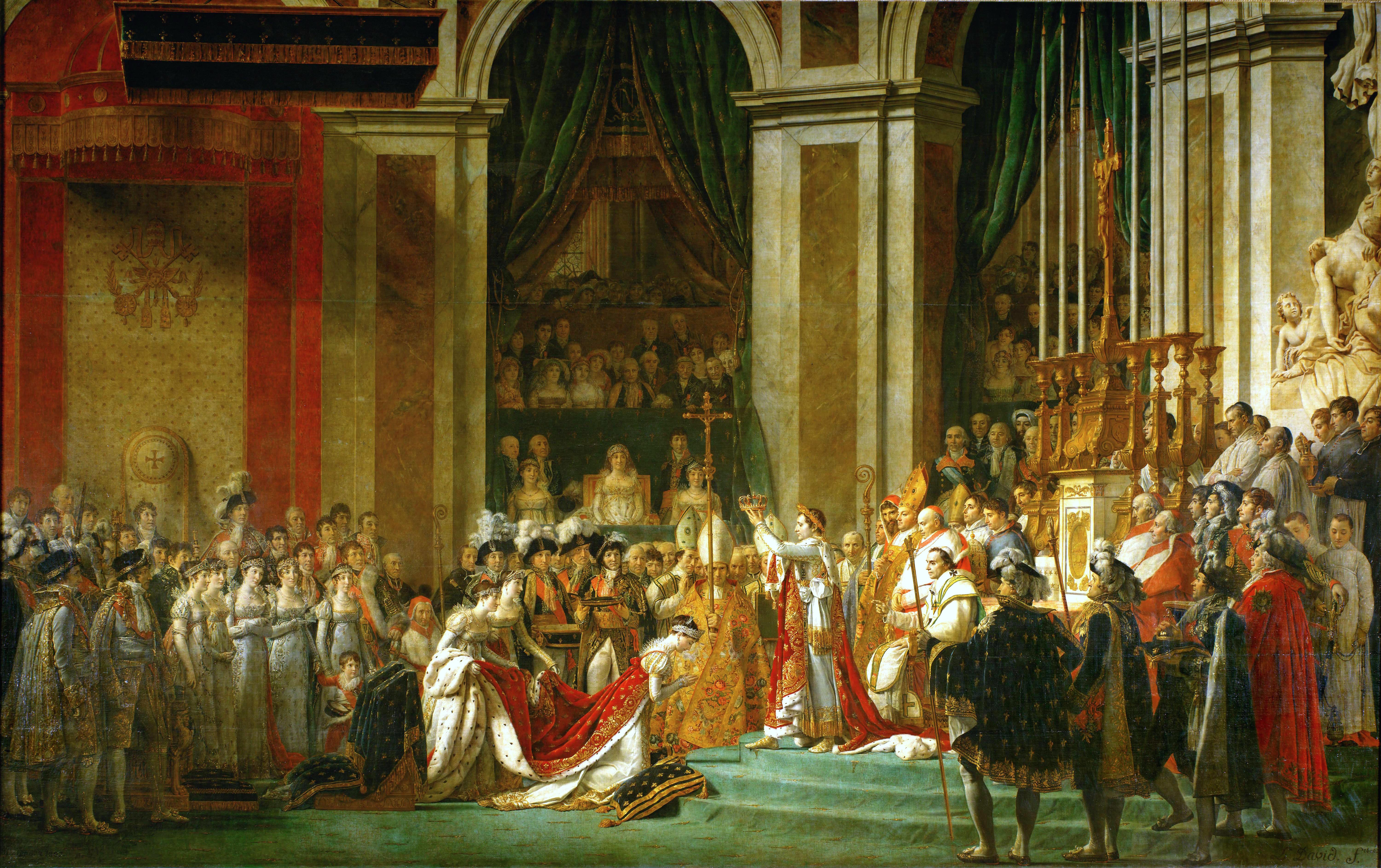
1804: Napoleons Krönung in Notre Dame

- 1804: Napoleon Bonaparte krönt sich in der Kathedrale Notre-Dame in Paris zum Kaiser der Franzosen.

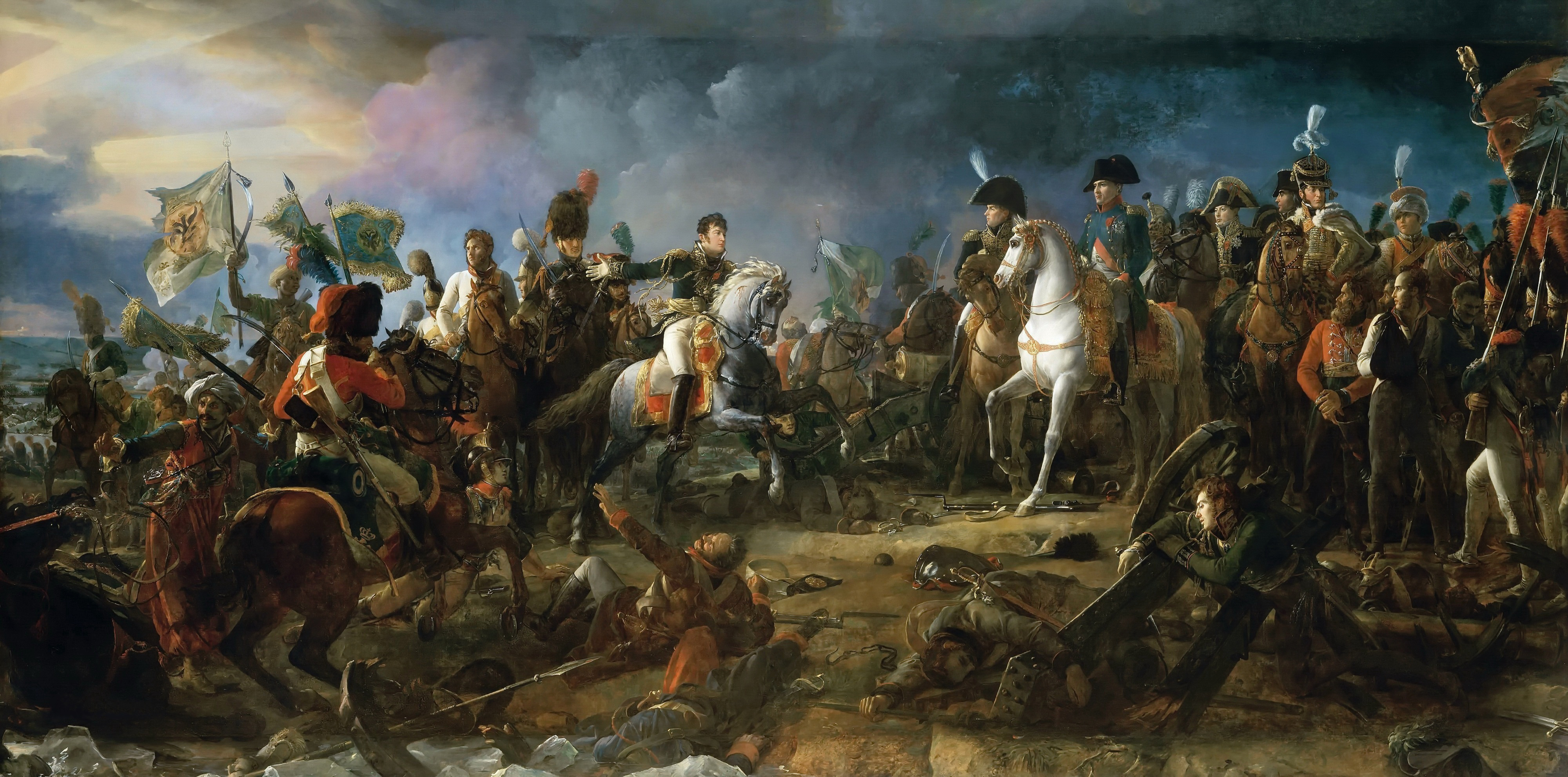
1805: Schlacht von Austerlitz

- 1805: Der Sieg Napoleons über Österreich und Russland in der Schlacht von Austerlitz („Dreikaiserschlacht“) entscheidet den Dritten Koalitionskrieg.
- 1811: Der starke Mann im chilenischen Triumvirat, José Miguel Carrera, löst den Kongress auf. Das Triumvirat zerbricht daraufhin am Rücktritt von José Gaspar Marín und Bernardo O’Higgins. Carrera wird zum Diktator.
- 1813: Die Niederlande proklamieren ihre Unabhängigkeit von französischer Herrschaft und Wilhelm I. als ihren Souverän.
- 1823: US-Präsident James Monroe formuliert in seinem Bericht an den Kongress der Vereinigten Staaten die Monroe-Doktrin. Darin behauptet er die Existenz zweier politischer Sphären, betont die Nichteinmischung der USA in europäische Konflikte und fordert ein Ende aller Kolonialisierungsbestrebungen in Amerika.
- 1845: US-Präsident James Knox Polk verkündet vor dem Kongress, dass die Monroe-Doktrin konsequent durchzusetzen sei und dass die USA ihre Sphäre im Westen aggressiv erweitern würden, um ihrem göttlichen Auftrag nach Expansion zu entsprechen.
- 1848: Revolution von 1848/49 im Kaisertum Österreich: Der österreichische Kaiser Ferdinand I. dankt überfordert von den Geschehnissen der Märzrevolution und des Oktoberaufstands ab. Sein 18-jähriger Neffe folgt ihm als Franz Joseph I. auf den Kaiserthron.
- 1851: Ein Staatsstreich des französischen Präsidenten Charles-Louis-Napoléon Bonaparte läutet das Ende der Zweiten Republik ein.

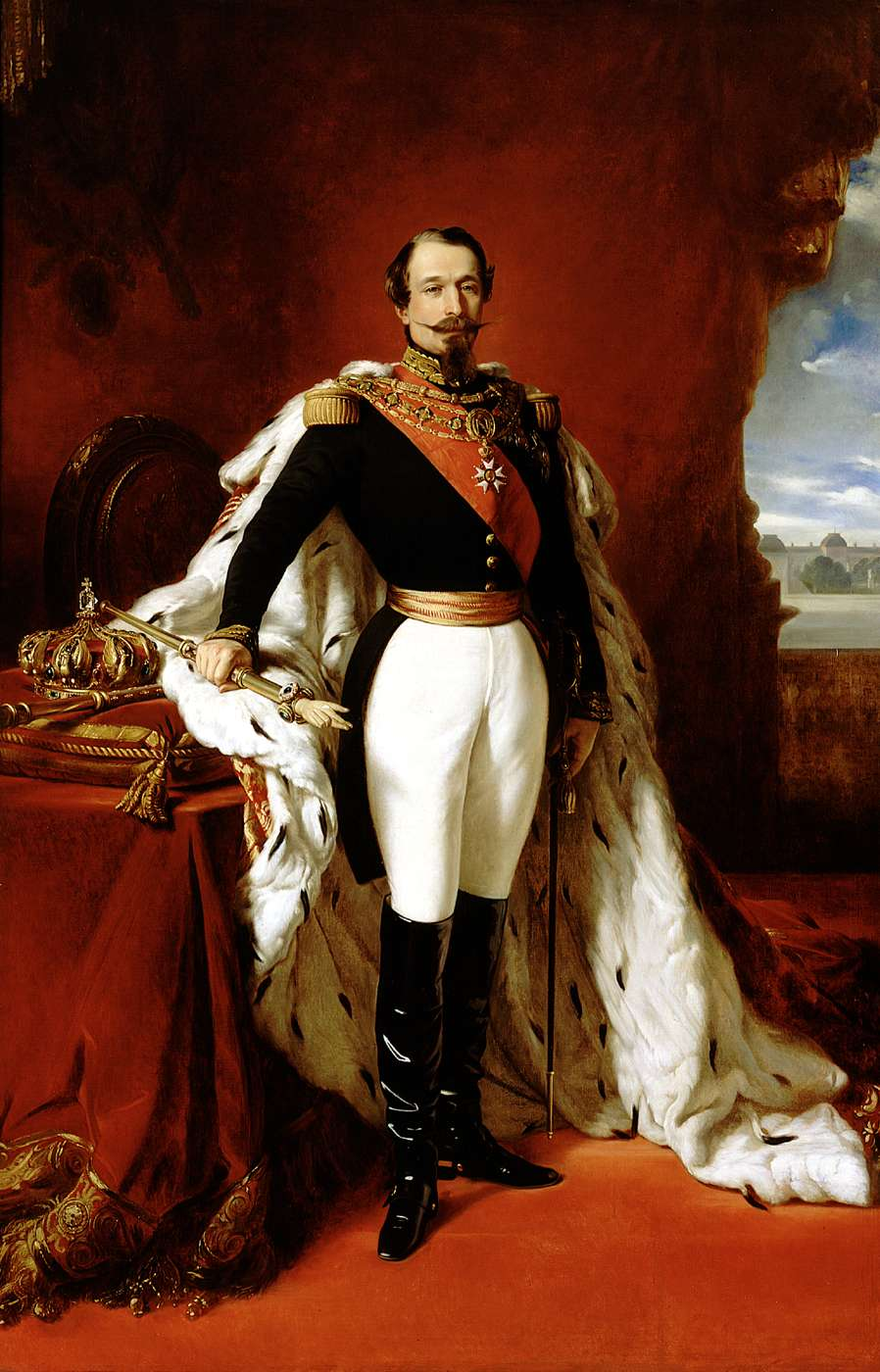
1852: Napoleon III.

- 1852: Am Jahrestag der Kaiserkrönung seines Onkels Napoleon Bonaparte sowie seines eigenen Putsches krönt sich der französische Präsident Charles-Louis-Napoléon Bonaparte als Napoleon III. zum Kaiser der Franzosen.
- 1854: Im Krimkrieg schließen Großbritannien, Frankreich und Österreich das Wiener Dezemberbündnis gegen Russland.
- 1863: Zur Niederschlagung der Aufstände in Kongresspolen wird die Lodzer Zeitung gegründet, die sich später zu einer bedeutsamen Zeitung der deutschen Minderheit in Polen entwickelt.
- 1870: In der Schlacht bei Loigny und Poupry im Deutsch-Französischen Krieg ist eine preußisch-bayerische Armeegruppe gegenüber französischen Einheiten erfolgreich. Der Kampf kostet insgesamt etwa 12.000 Soldaten das Leben.
- 1899: Die USA treten dem Samoa-Vertrag bei. Die Inseln werden am 171. Längengrad westlicher Länge zwischen dem Deutschen Reich und den USA aufgeteilt.
- 1914: Karl Liebknecht (SPD) stimmt im deutschen Reichstag als einziger Abgeordneter gegen die erste Verlängerung der Kriegskredite.
- 1914: Im Ersten Weltkrieg wird Belgrad vorübergehend von österreichisch-ungarischen Truppen eingenommen. Wenig später scheitert letztlich aber auch deren dritte Offensive gegen Serbien.
- 1927: Auf dem XV. Parteitag der KPdSU wird Leo Trotzki von der Partei ausgeschlossen. Damit verbucht Josef Stalin einen weiteren Erfolg im Machtkampf um die Nachfolge des verstorbenen Lenin in der Sowjetunion.
- 1929: In Oloko, Nigeria, führt der Protest lokaler Frauen gegen die geplante Kopfsteuer der britischen Kolonialverwaltung zum „Frauenkrieg“ im Südosten Nigerias.
- 1946: Mit der Unterzeichnung des Internationalen Übereinkommens zur Regelung des Walfangs durch 42 Nationen in Washington DC wird die Internationale Walfangkommission (IWC) gegründet.
- 1949: Die Konvention zur Unterbindung des Menschenhandels und der Ausnutzung der Prostitution anderer wird verabschiedet.

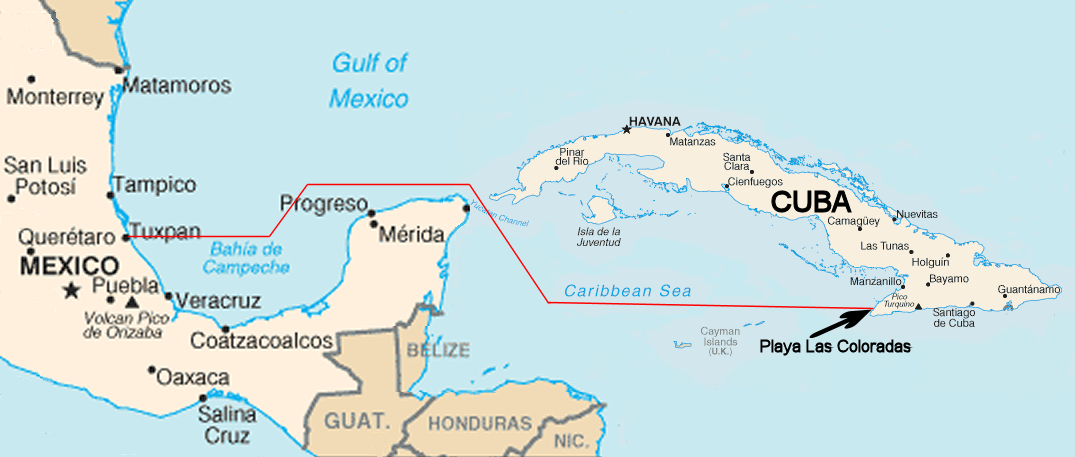
1956: Route der Granma

- 1956: Fidel Castro und Ernesto „Che“ Guevara landen mit 80 Revolutionären der Movimiento 26 de Julio mit der Motoryacht Granma im Osten Kubas. Damit beginnt der Guerillakrieg der Kubanischen Revolution gegen Diktator Fulgencio Batista.
- 1961: Revolutionsführer Fidel Castro erklärt sich in einer Rundfunkansprache zum Marxisten-Leninisten und proklamiert die Einführung des Kommunismus in Kuba.
- 1966: Die UN-Generalversammlung wählt den Burmanesen Sithu U Thant einstimmig für weitere fünf Jahre zum UN-Generalsekretär.
- 1970: Die US-amerikanische Umweltschutzbehörde Environmental Protection Agency (EPA) wird gegründet.

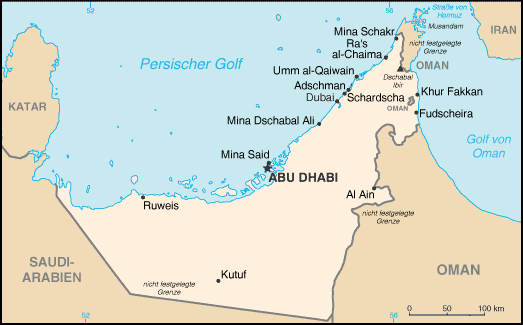
1971: Die Vereinigten Arabischen Emirate

- 1971: Die sechs Emirate Abu Dhabi, Dubai, Schardscha, Adschman, Umm al-Qaiwain und Fudschaira, die bisher unter dem Namen Trucial States britisches Protektorat waren, erhalten ihre Unabhängigkeit und schließen sich zu den Vereinigten Arabischen Emiraten zusammen. Ra’s al-Chaima tritt der Föderation im Februar 1972 bei.
- 1972: Erstmals seit 1945 gewinnt die Australian Labor Party wieder eine Wahl. Damit löst Gough Whitlam den Liberal-Konservativen William McMahon als australischen Premierminister ab.
- 1975: Nach der Machtübernahme durch die kommunistischen Pathet Lao wird die Demokratische Volksrepublik Laos ausgerufen und damit die Monarchie abgeschafft. Erster Staatspräsident wird Prinz Souphanouvong.
- 1980: Der Alaska National Interest Lands Conservation Act tritt in Kraft.
- 1981: Edward Gierek, bis zu seiner Absetzung im September 1980 Erster Sekretär und damit Vorsitzender der Polnischen Vereinigten Arbeiterpartei, wird auf Beschluss des Zentralkomitees aus dieser ausgeschlossen.
- 1983: Die Immunität des deutschen Bundeswirtschaftsministers Otto Graf Lambsdorff wird auf Antrag der Bonner Staatsanwaltschaft aufgehoben. Sie ermittelt im Rahmen der Flick-Affäre.

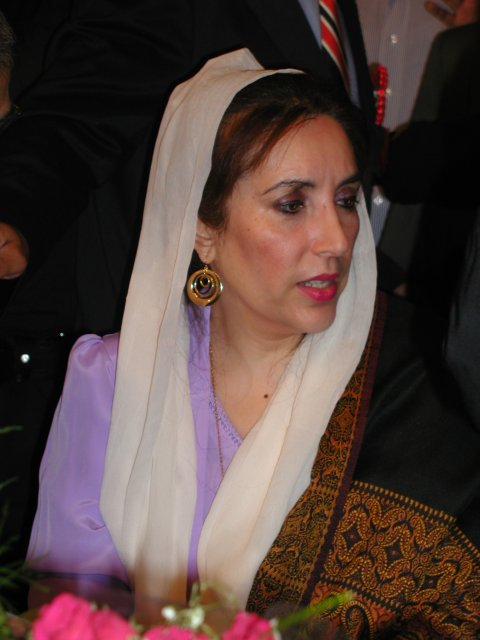
1988: Benazir Bhutto

- 1988: Benazir Bhutto wird in Pakistan als erste Premierministerin der islamischen Welt angelobt.
- 1990: Im vereinigten Deutschland findet parallel zur ersten gesamtdeutschen Wahl seit Ende des Zweiten Weltkriegs die erste Gesamtberliner Wahl seit 1946 statt. Beide Wahlen werden unter dem Eindruck der deutschen Wiedervereinigung von der CDU gewonnen.
- 1994: In Frankfurt am Main wird erstmals im deutschen Bundesgebiet ein Drogenkonsumraum für Heroinsüchtige auf Basis des Betäubungsmittelgesetzes eingerichtet.
- 1999: Zum ersten Mal seit 1972 erhält Nordirland seine Autonomie wieder.
- 2008: Ein Urteil des Verfassungsgerichtes zwingt Thailands Premierminister Somchai Wongsawat wegen Wahlbetrugs zum Rücktritt.

### Wirtschaft
- 1901: King Camp Gillette meldet in Boston ein Patent für seinen Nass-Rasierer mit auswechselbarer Klinge an.
- 1905: Sam Eyde und Kristian Birkeland gründen in Norwegen die Firma Norsk Hydro mit Sitz in Notodden zur Herstellung von Stickstoffdünger.
- 1925: Die BASF fusioniert mit fünf weiteren Firmen zur I.G. Farbenindustrie AG, dem damals weltgrößten Chemiekonzern.
- 1945: In Frankreich wird das Gesetz zur Verstaatlichung der Banque de France und vier weiterer größerer Banken beschlossen, das am 1. Januar 1946 in Kraft tritt.
- 1958: Die regionalen Gemeinwirtschaftsbanken in Deutschland schließen sich zur gewerkschaftsnahen Bank für Gemeinwirtschaft mit Sitz in Frankfurt am Main zusammen.
- 1974: Ein bedeutsames Aktienpaket der Stuttgarter Daimler-Benz AG wird vom Emirat Kuwait gekauft.
- 2001: Der US-Konzern Enron meldet im Zuge eines Bilanzfälschungsskandals Insolvenz an, was einen weltweiten Vertrauensverlust der Anleger („Enronitis“) und in den USA eine Reform der Unternehmensberichterstattung durch den Sarbanes-Oxley Act zur Folge hat.
- 2004: Vier leitende Angestellte des Halbleiter-Herstellers Infineon werden in den USA wegen illegaler Preisabsprachen zu Geld- und Haftstrafen verurteilt.
- 2005: Die von Microsoft entwickelte Spielkonsole Xbox 360, als Nachfolger der Xbox, wird in Europa veröffentlicht.

### Wissenschaft und Technik
- 1409: In Anwesenheit der Markgrafen Friedrich und Wilhelm wird die durch die Abwanderung der deutschen Studenten aus der Karls-Universität Prag entstandene Universität Leipzig feierlich eröffnet, nachdem das Semester bereits am 24. Oktober begonnen hat.
- 1877: Dem französischen Physiker Louis Paul Cailletet gelingt in seinem Labor die Verflüssigung von Sauerstoff.
- 1911: Die Australasiatische Antarktisexpedition läuft mit dem Robbenjagdschiff  Aurora in Richtung Macquarie-Insel aus.

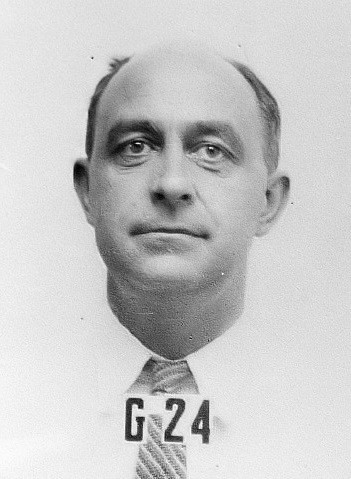
1942: Enrico Fermi

- 1942: An der Universität von Chicago löst der Physiker Enrico Fermi im Rahmen des Manhattan-Projekts die erste kontrollierte Kettenreaktion aus. Damit beginnt das Zeitalter der Kernenergie.

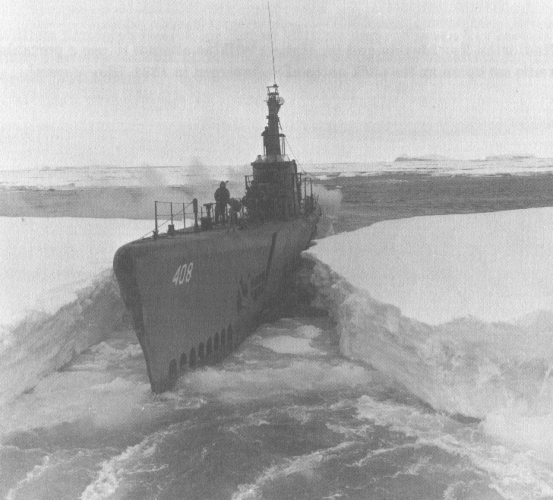
1946: Die Sennet während der Operation Highjump

- 1946: Vom US-Luftwaffenstützpunkt Norfolk aus startet die Operation Highjump unter der Leitung von Richard Evelyn Byrd. Es handelt sich um eine der größten Antarktis-Forschungsexpeditionen aller Zeiten.
- 1970: Michel Foucault hält seine Antrittsvorlesung Die Ordnung des Diskurses am Collège de France.
- 1982: An der Universitätsklinik von Utah wird Barney Clark erstmals erfolgreich ein Kunstherz eingepflanzt.
- 1993: Das Space Shuttle Endeavour startet, um im Rahmen der STS-61-Mission die erste Wartung am Hubble-Weltraumteleskop durch die Besatzung durchführen zu lassen. Unscharfe Bilder des Teleskops sollen künftig verhindert werden.
- 1995: Das Solar and Heliospheric Observatory (SOHO) wird vom Weltraumbahnhof Kennedy Space Center aus mit einer Atlas-Rakete auf seine Mission geschickt.
- 2003: Ein vom Darmstädter GSI Helmholtzzentrum für Schwerionenforschung (damals Gesellschaft für Schwerionenforschung) erstmals nachgewiesenes chemisches Element erhält zu ihren Ehren den Namen Darmstadtium.

### Kultur
- 1714: Zum Ersten Adventssonntag führt Johann Sebastian Bach erstmals seine Kantate Nun komm, der Heiden Heiland in der Schlosskirche zu Weimar öffentlich auf.
- 1830: An der Opéra-Comique in Paris erfolgt die Uraufführung der Oper Josephine ou Le Retour de Wagram von Adolphe Adam.
- 1837: An der Opéra-Comique in Paris erfolgt die Uraufführung der komischen Oper Le domino noir (Der schwarze Domino) von Daniel-François-Esprit Auber.
- 1840: An der Grand Opéra Paris wird die Oper Die Favoritin von Gaetano Donizetti uraufgeführt.
- 1843: Am Königlichen Theater in Stockholm erfolgt die Uraufführung der Operette Jag går i kloster (Ich gehe ins Kloster) von Franz Berwald.
- 1877: In Weimar findet die Uraufführung der Oper Samson et Dalila (Samson und Dalila) von Camille Saint-Saëns statt.
- 1896: In Berlin wird Gerhart Hauptmanns Märchendrama Die versunkene Glocke uraufgeführt.
- 1916: In Wien findet die Uraufführung der Operette Die Rose von Stambul von Leo Fall statt.
- 1931: Der Film Emil und die Detektive von Gerhard Lamprecht und Billy Wilder nach dem gleichnamigen Roman von Erich Kästner wird in Berlin uraufgeführt.

### Gesellschaft
- 1859: In Charles Town, Virginia, stirbt der wegen Mordes, Anzetteln eines Sklavenaufstands und Landesverrat verurteilte John Brown, einer der Anführer der Anti-Sklaverei-Guerilla in den USA, am Galgen. Der nach seiner Hinrichtung komponierte Marsch John Browns Body wird im Sezessionskrieg ein beliebtes Kampflied der Unionstruppen.
- 1874: In Schwerin wird die sogenannte Siegessäule in Erinnerung an die im Deutsch-Französischen Krieg 1870/71 gefallenen 650 Mecklenburger geweiht.
- 1973: In Deutschland gilt an diesem Tag ein Sonntagsfahrverbot auch für den PKW-Verkehr.
- 1993: Ein Sonderkommando der kolumbianischen Polizei erschießt das Oberhaupt des Medellín-Drogenkartells, Pablo Escobar.
- 2005: Die tausendste Hinrichtung in den USA seit 1976 wird im Gefängnis von Raleigh, North Carolina, an Kenneth Lee Boyd vollzogen.

### Religion
- 1997: Das Fürstentum Liechtenstein erhält ein eigenes Erzbistum, das vom Schweizer Bistum Chur abgetrennt wird. Die Katholiken im Land führen heftige Diskussionen über die päpstliche Entscheidung.

### Katastrophen
- 1879: Auf dem Nordatlantik geht das britische Passagierschiff Borussia unter, nachdem ein Sturm ein Leck im Rumpf verursacht hat. 169 Menschen sterben.
- 1959: In Südfrankreich stürzt die Staumauer Malpasset ein. 423 Menschen sterben durch die Flutwelle.
- 2004: Der Taifun Nanmadol rast über die Philippinen und fordert ca. 1000 Tote.

Kleinere Unglücksfälle sind in den Unterartikeln von Katastrophe und in der Liste von Katastrophen aufgeführt.

### Sport
- 1923: Die uruguayische Fußballnationalmannschaft gewinnt die Copa América zum vierten Mal mit einem 2:0-Sieg im letzten Spiel gegen die Argentinier.
- 1961: In Paris finden die dritten Judo-Weltmeisterschaften statt. Der niederländische Judoka Anton Geesink bricht dabei die japanische Vorherrschaft im Judo und wird der erste nicht-japanische Weltmeister.
- 1997: Borussia Dortmund gewinnt den Weltpokal gegen Cruzeiro Belo Horizonte.
- 2010: Die Vergabe der 21. und 22. Fußball-Weltmeisterschaft der Männer findet im FIFA-Hauptquartier in Zürich statt. Nach Beendigung stand fest, dass die Fußball-Weltmeisterschaft 2018 in Russland und 2022 in Katar stattfinden wird.

Einträge von Leichtathletik-Weltrekorden befinden sich unter der jeweiligen Disziplin unter Leichtathletik.

## Geboren

### Vor dem 18. Jahrhundert
- 1066: Irene Dukaina, Ehefrau des byzantinischen Kaisers Alexios I.
- 1083: Anna Komnena, byzantinische Historikerin

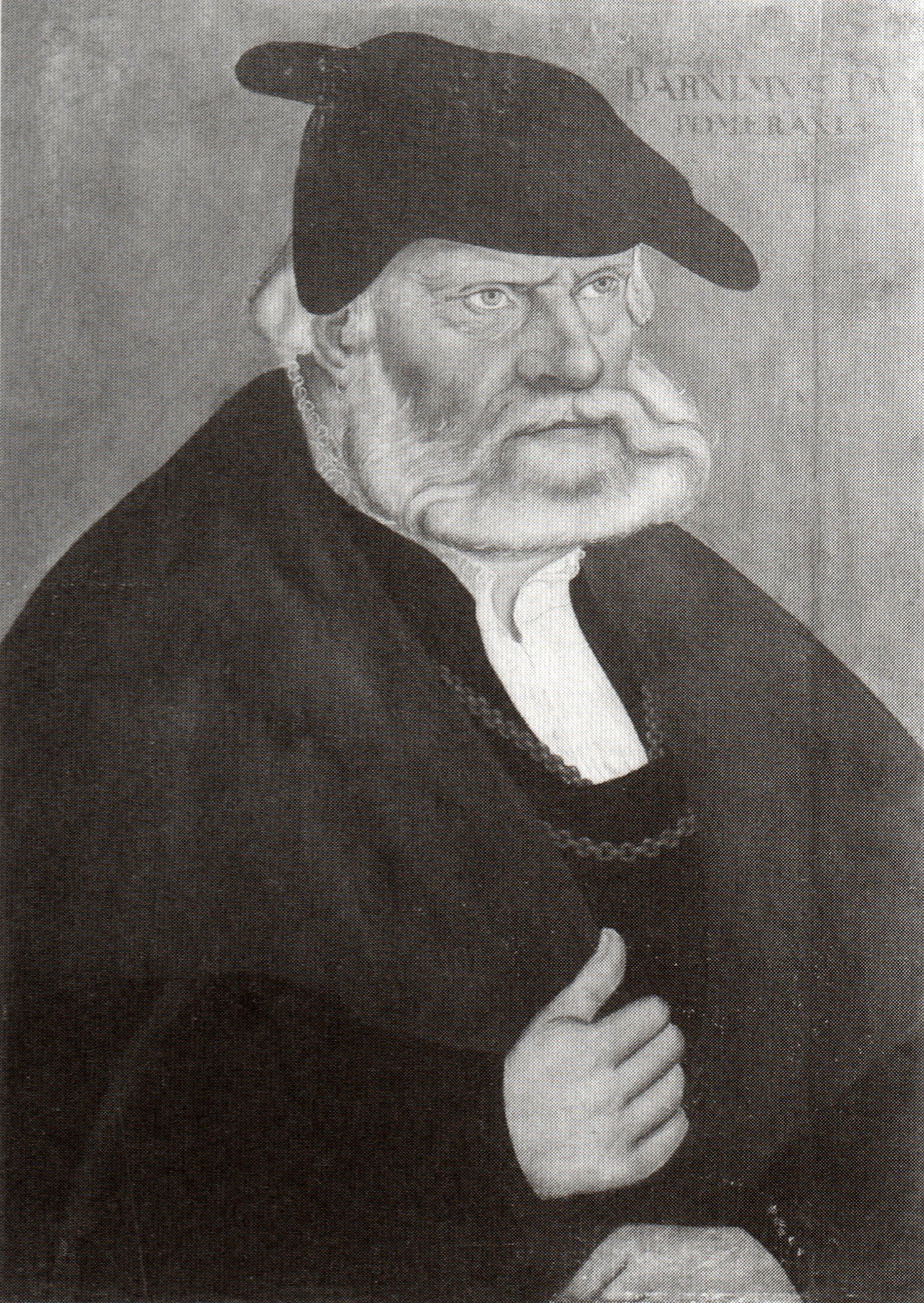
Barnim IX. (* 1501)

- 1501: Barnim IX., Herzog von Pommern-Stettin
- 1501: Munjeong, Königin des Joseon-Reichs
- 1529: Leonhart Zollikofer, Schweizer Kaufmann und Politiker
- 1554: William Paddy, königlicher Arzt in England
- 1563: Mutio Vitelleschi, römischer Geistlicher, Ordensgeneral der Societas Jesu
- 1578: Agostino Agazzari, italienischer Komponist und Musiktheoretiker
- 1586: Johann Heinrich von Lindenau, Rittergutsbesitzer im Kurfürstentum Sachsen
- 1588: Leonhard Kern, deutscher Bildhauer
- 1612: David Ryckaert, flämischer Maler
- 1628: August Friedrich Mockel, Bürgermeister von Heilbronn
- 1629: Wilhelm Egon von Fürstenberg-Heiligenberg, Bischof von Straßburg und kurkölnischer Premierminister
- 1630: Abraham Siegel, deutscher frühkapitalistischer Unternehmer
- 1652: Charlotte von Liegnitz-Brieg-Wohlau, Herzogin von Schleswig-Holstein-Sonderburg-Wiesenburg
- 1654: Johann Adolf von Anhalt-Zerbst, Militär und Kirchenlieddichter
- 1657: Johann Werner von Veyder, Weihbischof und Generalvikar in Köln
- 1664: Johann Gallus Hügel, deutscher Steinmetzmeister und Bildhauer
- 1678: Nicolaus Samuelis Cruquius, niederländischer Wasserbauingenieur und Kartograf
- 1694: William Shirley, britischer Kolonialgouverneur in Nordamerika
- 1696: August Wilhelm Reinhart, deutscher evangelischer Theologe

### 18. Jahrhundert

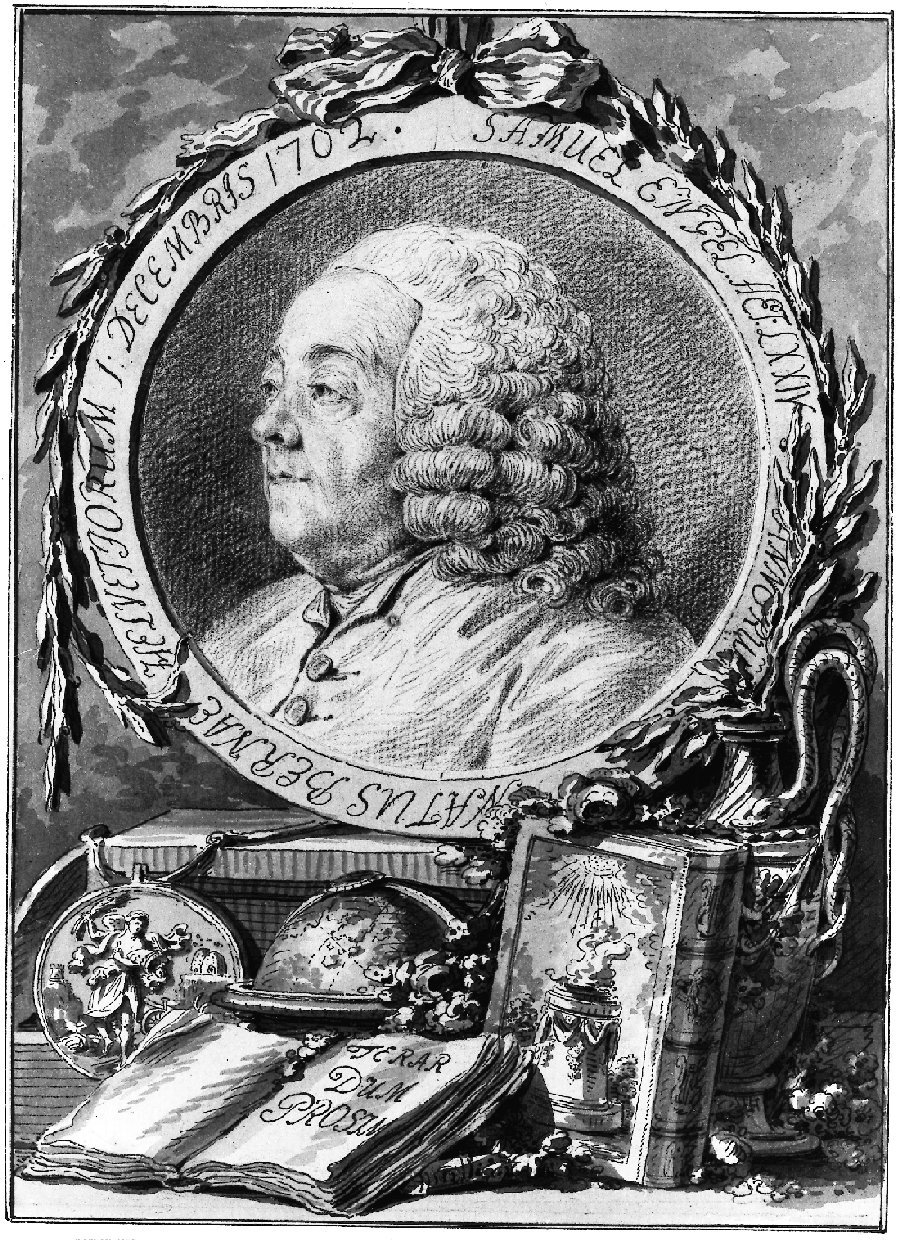
Samuel Engel (* 1702)

- 1702: Samuel Engel, Schweizer Bibliothekar, Geograph, Politiker, Philanthrop und Ökonom
- 1726: Alexander Hood, 1. Viscount Bridport, britischer Admiral
- 1727: Caroline von Keyserling, Königsberger Adelige, Künstlerin und Gesellschaftsdame
- 1728: Ferdinando Galiani, italienischer Diplomat, Ökonom und Schriftsteller
- 1735: Athanasius Hettenkofer, deutscher Abt
- 1738: Richard Montgomery, britisch-amerikanischer Offizier und Politiker, General der Kontinentalarmee im Amerikanischen Unabhängigkeitskrieg
- 1741: Leonard Meister, Schweizer Lehrer, Politiker, Geistlicher und Schriftsteller
- 1743: Christian Gottlieb von Arndt, deutscher Historiker und Philologe
- 1744: Ramón Bayeu, spanischer Maler
- 1747: Giuseppe Quaglio, italienischer Maler, Bühnenbildner und Theaterarchitekt
- 1748: Johannes Petrus Minckeleers, niederländischer Wissenschaftler und Erfinder
- 1749: Elisabeth Berenberg, deutsche Bankierin
- 1754: Francisco Javier Venegas, spanischer Offizier und Kolonialverwalter, Vizekönig von Neuspanien
- 1760: John Breckinridge, britisch-amerikanischer Jurist und Politiker, Senator, Justizminister
- 1760: Joseph Graetz, deutscher Organist und Komponist
- 1761: Nicholas-Louis Robert, französischer Erfinder, Entwickler der Papiermaschine
- 1762: Franciszek Ksawery Dmochowski, polnischer Schriftsteller und Übersetzer
- 1762: Traugott Karl August Vogt, deutscher Mediziner
- 1763: Claude-Antoine Prieur, französischer Politiker, Offizier und Wissenschaftler, Mitglied und Präsident des Nationalkonvents
- 1766: Johann Gottfried Kneschke, deutscher Pädagoge
- 1767: Wilhelm Leopold I., erster Fürst zur Lippe

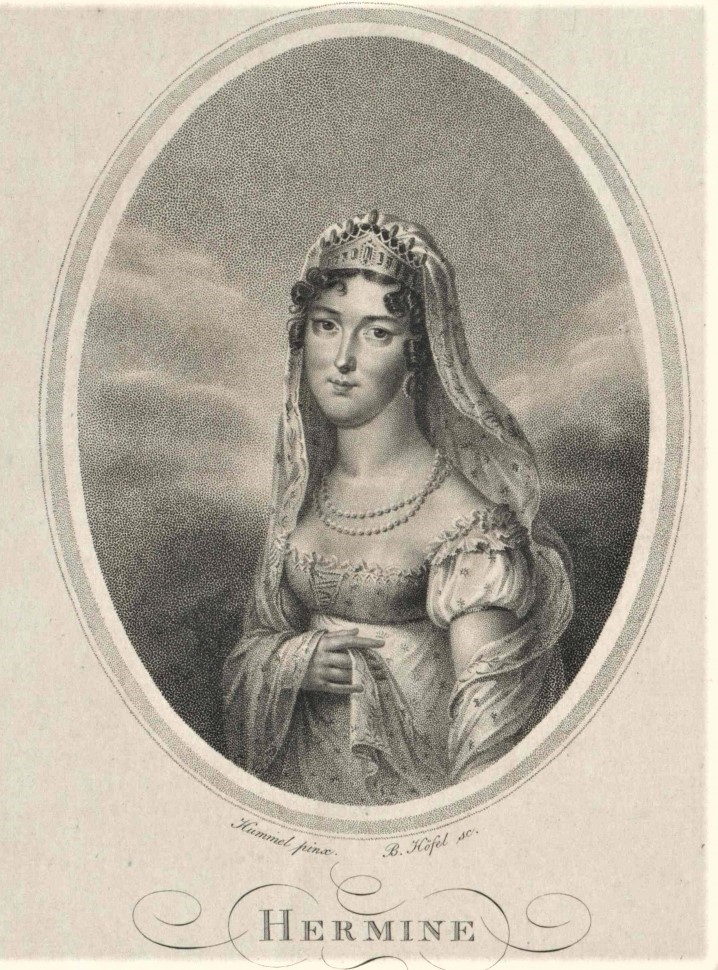
Hermine von Anhalt-Bernburg-Schaumburg-Hoym (* 1797)

- 1772: Johann Christoph von Aretin, deutscher Publizist, Historiker, Bibliothekar und Jurist
- 1774: Laurids Engelstoft, dänischer Historiker
- 1779: Pjotr Iwanowitsch Turtschaninow, russischer Komponist
- 1780: Otto von Münchhausen, preußischer Landrat
- 1797: Hermine von Anhalt-Bernburg-Schaumburg-Hoym, anhaltinische Prinzessin, durch Heirat Erzherzogin von Österreich

### 19. Jahrhundert

#### 1801–1850

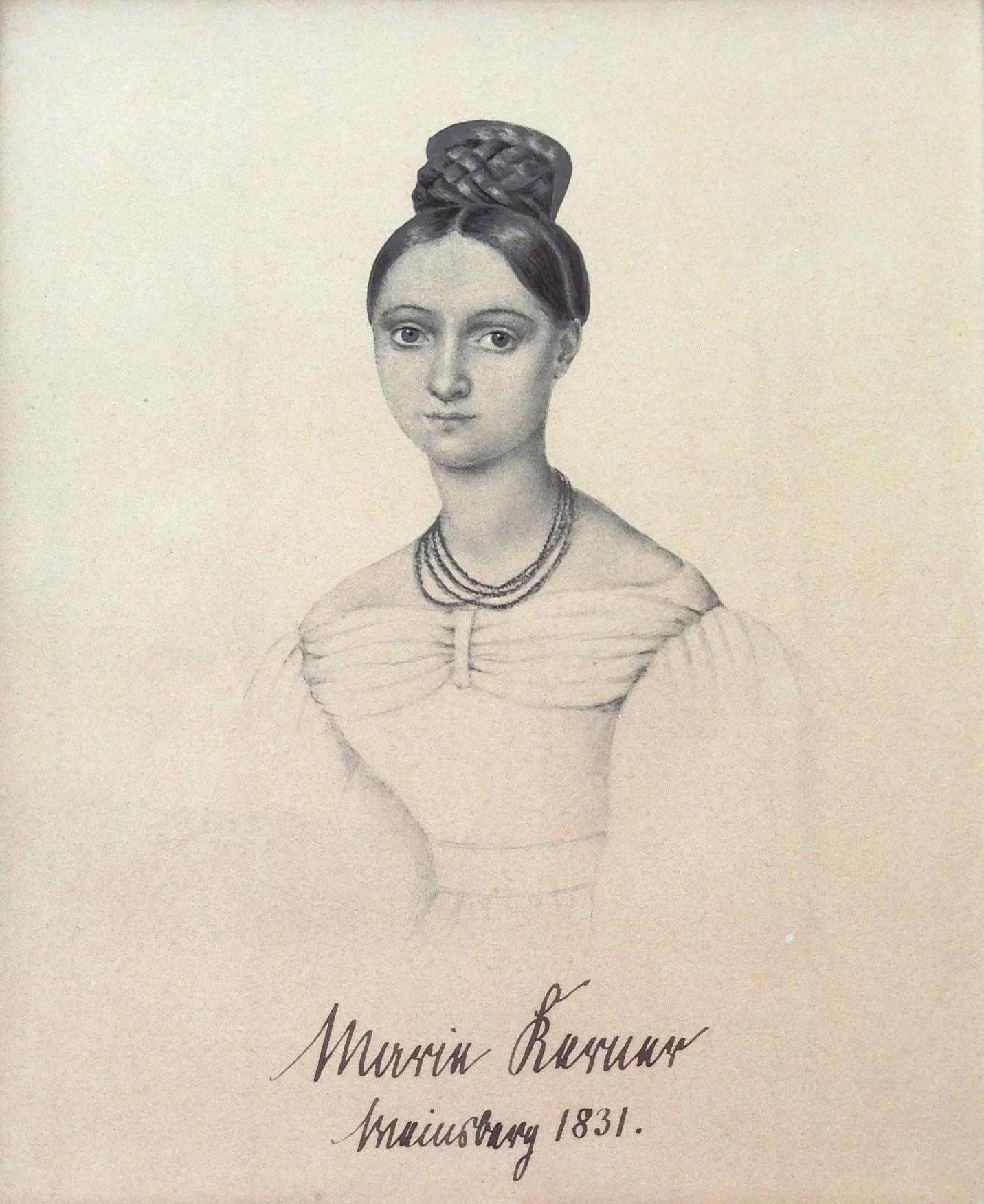
Marie Kerner (* 1813)
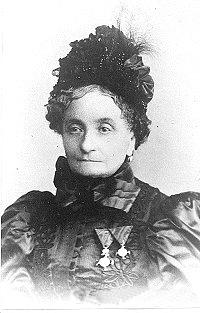
Therese Mirani (* 1824)
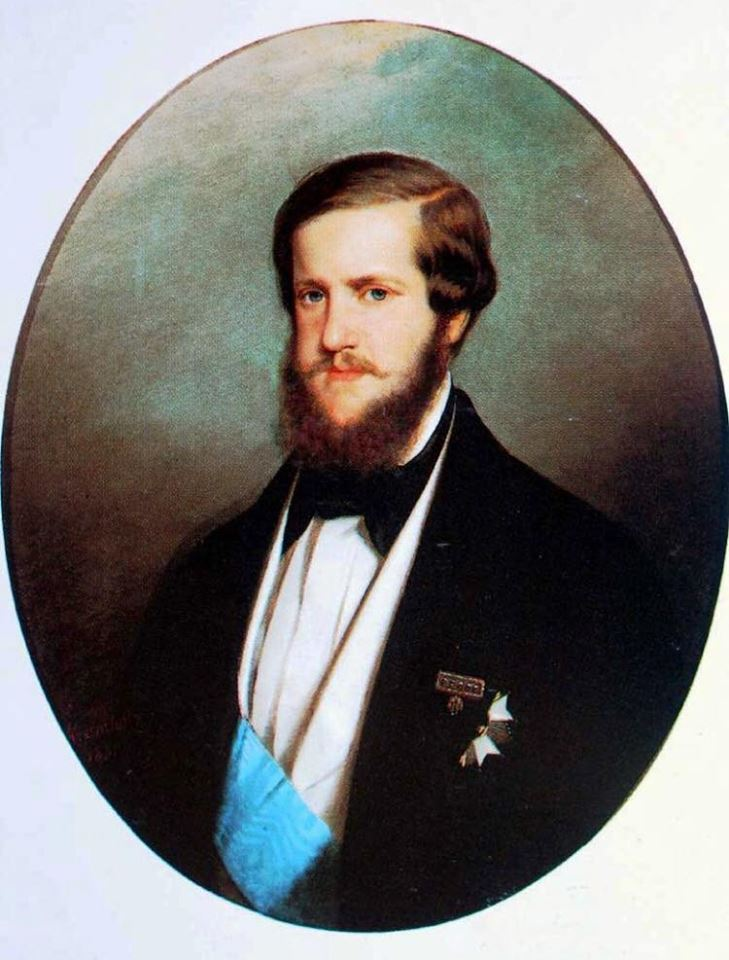
Peter II. (* 1825)

- 1806: Hans Heinrich X. Fürst von Pless, deutscher Standesherr und Montanindustrieller
- 1807: Karl von Rothkirch-Panthen, böhmisch-österreichischer Politiker, Verwaltungsbeamter, Oberstlandmarschall und Statthalter
- 1811: Xavier Boisselot, französischer Komponist und Klavierbauer
- 1813ː Marie Kerner, deutsche Schriftstellerin
- 1813: Jakob Rosenhain, deutsch-jüdischer Pianist und Komponist
- 1817: Gaston de Raousset-Boulbon, französischer Abenteurer
- 1817: Adolph Schoder, deutscher Politiker, Regierungsrat, MdL, Mitglied der Frankfurter Nationalversammlung
- 1817: Heinrich von Sybel, deutscher Historiker
- 1818: Diedrich Wilhelm Andreas Augspurg, deutscher Politiker, MdR
- 1824: Charles Abel, französisch-deutscher Rechtsanwalt, MdR
- 1824ː Therese Mirani, österreichische Kunsthandwerkerin
- 1825: Peter II., Kaiser von Brasilien
- 1826ː María Soledad Torres Acosta, spanische Ordensgründerin und Heilige
- 1828: Henry Wilson, US-amerikanischer Komponist
- 1836: Moritz Bräuninger, deutscher Missionar, Märtyrer
- 1837: Joseph Bell, britischer Chirurg, Kinder- und Militärarzt aus Schottland, gilt als Pionier der Forensik
- 1838: Thomas Annandale, britischer Chirurg
- 1840: Franklin Leonard Pope, US-amerikanischer Erfinder und Unternehmensgründer

#### 1851–1900
- 1852: Tōkai Sanshi, japanischer Schriftsteller
- 1854: Isaak Bacharach, deutscher Mathematiker
- 1854: Paul Reichard, deutscher Afrikaforscher
- 1854ː Marie von Reitzenstein, deutsche Autorin und Lyrikerin
- 1855: Antonio Knauth, deutsch-amerikanischer Rechtsanwalt

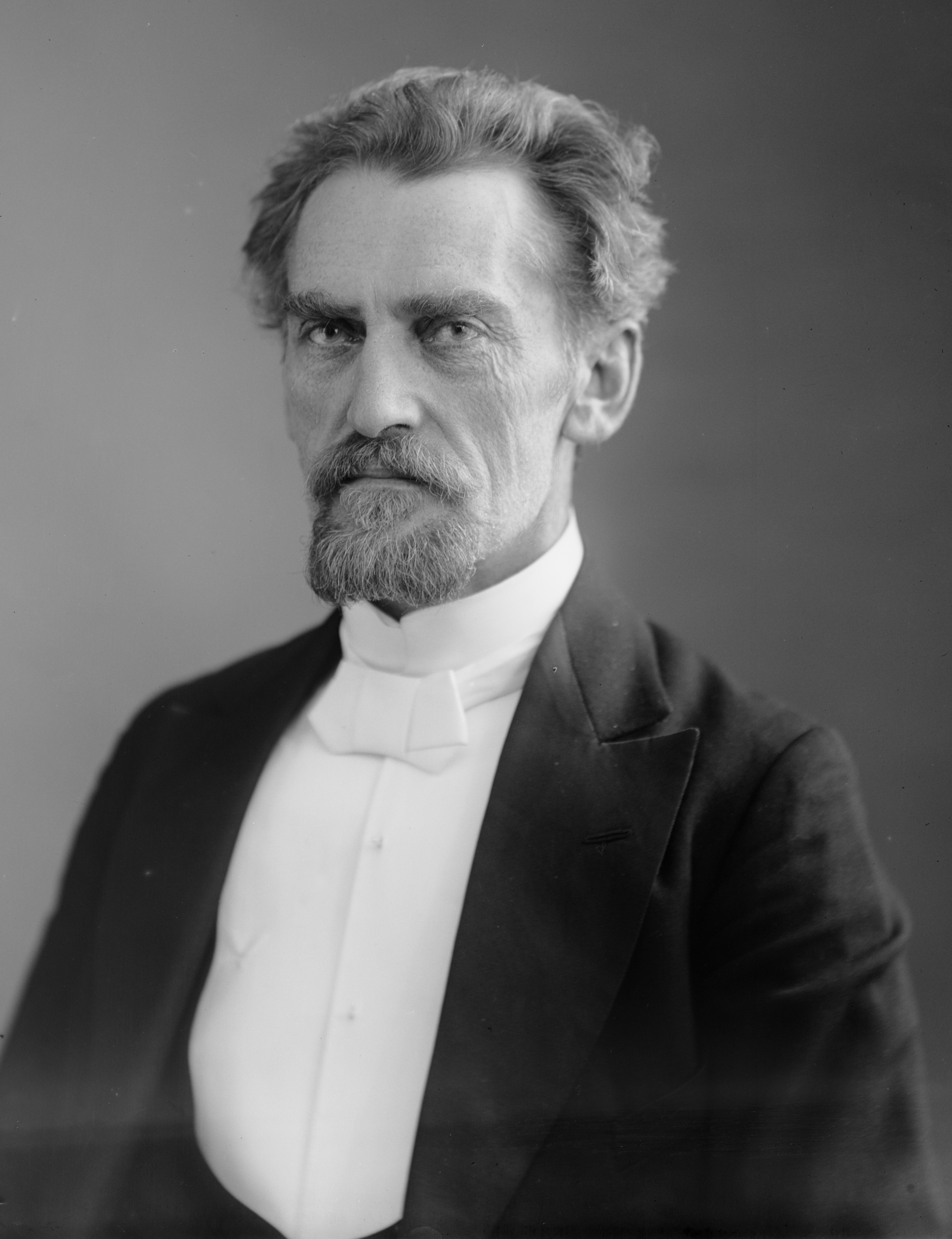
Robert Kajanus (* 1856)

- 1856: Robert Kajanus, finnischer Dirigent und Komponist
- 1859: Georges Seurat, französischer Maler
- 1861: Philipp Jakob Manz, deutscher Industriearchitekt
- 1866: Jean Francis Auburtin, französischer Maler
- 1866: Harry T. Burleigh, US-amerikanischer Komponist
- 1867: Carl Leid, deutscher Politiker
- 1868: Stephan Jaray-Janetschek, ungarischer Komponist
- 1869: Johann Jacob Haßlacher, deutscher Industrieller, Politiker, MdR
- 1869: Willy Pöge, deutscher Unternehmer, Pferde-, Rad- und Motorsportler
- 1870: Sepp Aman, österreichischer Politiker, Nationalrat
- 1873: Eduardo Schaerer, paraguayischer Unternehmer und Politiker, Minister, Staatspräsident
- 1874: Adolf Ammon, deutscher Industrieller
- 1874: Johannes Hanssen, norwegischer Komponist, Dirigent und Militärmusiker
- 1874: Joseph Olivier, französischer Rugbyspieler
- 1875: Emile Lombard, französisch-schweizerischer evangelischer Geistlicher und Hochschullehrer
- 1876ː Pearl Peden Oldfield, US-amerikanische Politikerin
- 1876ː Mary Pollock Grant, schottisch-britische Suffragette, Politikerin, Missionarin und Polizistin

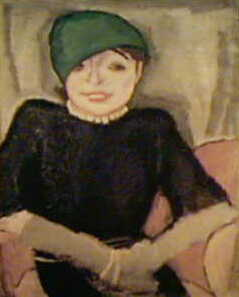
Louise Straus-Ernst (* 1893)

- 1877: Carl Carey Anderson, US-amerikanischer Politiker, Mitglied des Repräsentantenhauses
- 1877: Victor Gonzalez, französischer Orgelbauer
- 1877: William Montgomery Thomson, britischer Offizier, Kommandeur der Expeditionsstreitkräfte in Nordpersien
- 1879: Rudolf Friml, US-amerikanischer Pianist und Komponist tschechischer Herkunft
- 1881: Heinrich Barkhausen, deutscher Physiker
- 1884: Johannes Popitz, deutscher Jurist, Politiker und Widerstandskämpfer, Reichsminister, preußischer Finanzminister
- 1884: Paul Schmitthenner, deutscher Historiker und Nationalsozialist
- 1884: Erima Harvey Northcroft, neuseeländischer Anwalt, Richter am Supreme Court of New Zealand und dem Internationalen Militärgerichtshof für den Fernen Osten
- 1885: Jean-Josaphat Gagnier, kanadischer Dirigent und Komponist
- 1885: George R. Minot, US-amerikanischer Mediziner
- 1885: Susan Stebbing, britische Philosophin
- 1885: Nana de Varennes, kanadische Schauspielerin
- 1886: Earl Cooper, US-amerikanischer Automobilrennfahrer
- 1889: Arvo Aaltonen, finnischer Schwimmer
- 1891: Otto Dix, deutscher Maler und Grafiker
- 1892: Fritz von Borries, deutscher Komponist, Kapellmeister und Musikpädagoge
- 1892ː Fanny David, deutsche Wohlfahrtspflegerin, jüdische Verbandsfunktionärin, Opfer des Holocaust
- 1893: Raoul Paquet, kanadischer Komponist, Musikpädagoge und Organist
- 1893: Walter Risse, deutscher Fußballspieler
- 1893ː Luise Straus-Ernst, deutsche Kunsthistorikerin, Journalistin und Künstlerin, Opfer der Shoa
- 1893: Robert Talbot, kanadischer Komponist, Musikpädagoge und Violinist
- 1894: Lucien Desvaux, französischer Automobilrennfahrer
- 1895: Georges Dandelot, französischer Komponist
- 1897: Howhannes Baghramjan, sowjetischer Militär
- 1898: Peter Keler, deutscher Grafiker, Designer und Architekt
- 1899: Peter Herman Adler, böhmischer Dirigent
- 1899: John Barbirolli, britischer Dirigent
- 1900: Roy Eccles, britischer Automobilrennfahrer
- 1900: Herta Hammerbacher, deutsche Landschaftsarchitektin
- 1900: Carl Wurster, deutscher Chemiker und Wehrwirtschaftsführer

### 20. Jahrhundert

#### 1901–1925
- 1901: Ida Friederike Görres, deutsche Schriftstellerin
- 1901: Raimundo Orsi, argentinisch-italienischer Fußballspieler
- 1902: Heinrich Bender, deutscher Rugbyspieler und Ruderer
- 1902: Horace A. Hildreth, US-amerikanischer Politiker, Gouverneur von Maine
- 1902: Wifredo Lam, kubanisch-französischer Maler und Grafiker
- 1902: Milagros Leal, spanische Schauspielerin
- 1905: Francisco Amicarelli, argentinischer Pianist und Musikpädagoge
- 1905: Moses Asch, US-amerikanischer Plattenproduzent
- 1905: Osvaldo Pugliese, argentinischer Pianist und Komponist
- 1906: Jean Daninos, französischer Automobilkonstrukteur und Unternehmer
- 1906: Garland Grange, US-amerikanischer American-Football-Spieler
- 1908: Werner Eisbrenner, deutscher Komponist
- 1909: Helen Douglas Adam, schottisch-US-amerikanische Dichterin und Künstlerin
- 1909: Pietro Arcari, italienischer Fußballspieler
- 1909: Arvo Askola, finnischer Leichtathlet

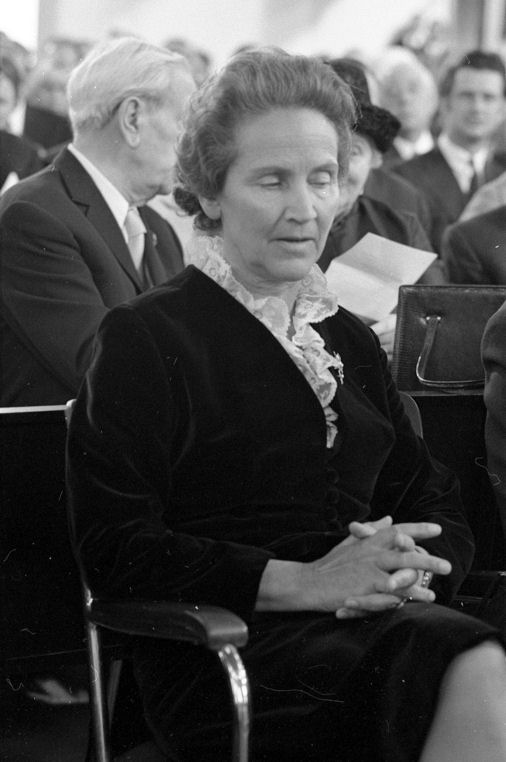
Marion Gräfin Dönhoff (* 1909)

- 1909: Marion Gräfin Dönhoff, deutsche Publizistin (Die Zeit)
- 1910: Charles Edward Bennett, US-amerikanischer Politiker, Mitglied des Repräsentantenhauses
- 1912: Herbert Bramfeldt, deutscher Moderner Fünfkämpfer
- 1912: Franz Braumann, österreichischer Schriftsteller
- 1913: Erwin Förschler, deutscher Fußballspieler
- 1913: Eugen Frey, deutscher Fußballspieler
- 1913: Léo Rivest, kanadischer Schauspieler
- 1914: Pops Staples, US-amerikanischer Gospel- und R&B-Musiker
- 1915: Franco Andreoli, Schweizer Fußballspieler und -trainer
- 1915: Blanche Moerschel, US-amerikanische Komponistin
- 1915: Nico Richter, niederländischer Komponist
- 1919: Erich Danckwardt, deutscher Schiffbauingenieur und Hochschullehrer
- 1920: Maximos Salloum, libanesischer Geistlicher, Erzbischof von Akka
- 1921: Otis Dudley Duncan, US-amerikanischer Soziologe
- 1922: Joan McLagan, kanadische Schwimmerin
- 1923: Rudolf Aitzetmüller, österreichischer Slawist
- 1923: Dschalāl Āl-e Ahmad, persischer Schriftsteller
- 1923: Maria Callas, griechisch-italienische Sängerin
- 1924: Alexander Haig,  US-amerikanischer General und Politiker, Stabschef des Weißen Hauses, NATO-Oberbefehlshaber in Europa, Außenminister
- 1924: Tada Michitarō, japanischer Literaturwissenschaftler und -kritiker
- 1924: Else Marie Pade, dänische Komponistin
- 1925: Julie Harris, US-amerikanische Schauspielerin
- 1925: Jacques Lacarrière, französischer Schriftsteller

#### 1926–1950
- 1927: Benjamin Maxwell Acton, australischer Eishockeyspieler
- 1927: Ghasisa Schubanowa, kasachische Komponistin
- 1928: Fred Düren, deutscher Schauspieler
- 1928: Rita Paul, deutsche Schauspielerin, Sängerin und Kabarettistin
- 1930: Gary Becker, US-amerikanischer Ökonom
- 1930: David Piper, britischer Automobilrennfahrer
- 1931: Gertraud Heuß-Giehrl, deutsche Erziehungswissenschaftlerin
- 1931: Edwin Meese, US-amerikanischer Politiker
- 1933: Mike Larrabee, US-amerikanischer Sprinter
- 1934: Tarcisio Bertone, italienischer Erzbischof
- 1934: Henry Perry, irischer Boxer
- 1935: Ronnie Mathews, US-amerikanischer Jazzpianist
- 1935: Pit Schubert, deutscher Sachbuchautor und Bergsteiger
- 1936: Peter Michael Braun, deutscher Komponist
- 1937: Chris Bristow, britischer Automobilrennfahrer
- 1940: Gunter Schoß, deutscher Schauspieler und Moderator
- 1941: Tom McGuinness, englischer Gitarrist
- 1941: Jörg Neumann, deutscher Leichtathlet
- 1941: Dieter Schurr, deutscher Fußballspieler
- 1941: Kati Székely, deutsche Schauspielerin
- 1942: Anna Guðrún Jónasdóttir, isländische Politikwissenschaftlerin
- 1942: Ulrich Wickert, deutscher Fernsehjournalist Ulrich Wickert (* 1942)

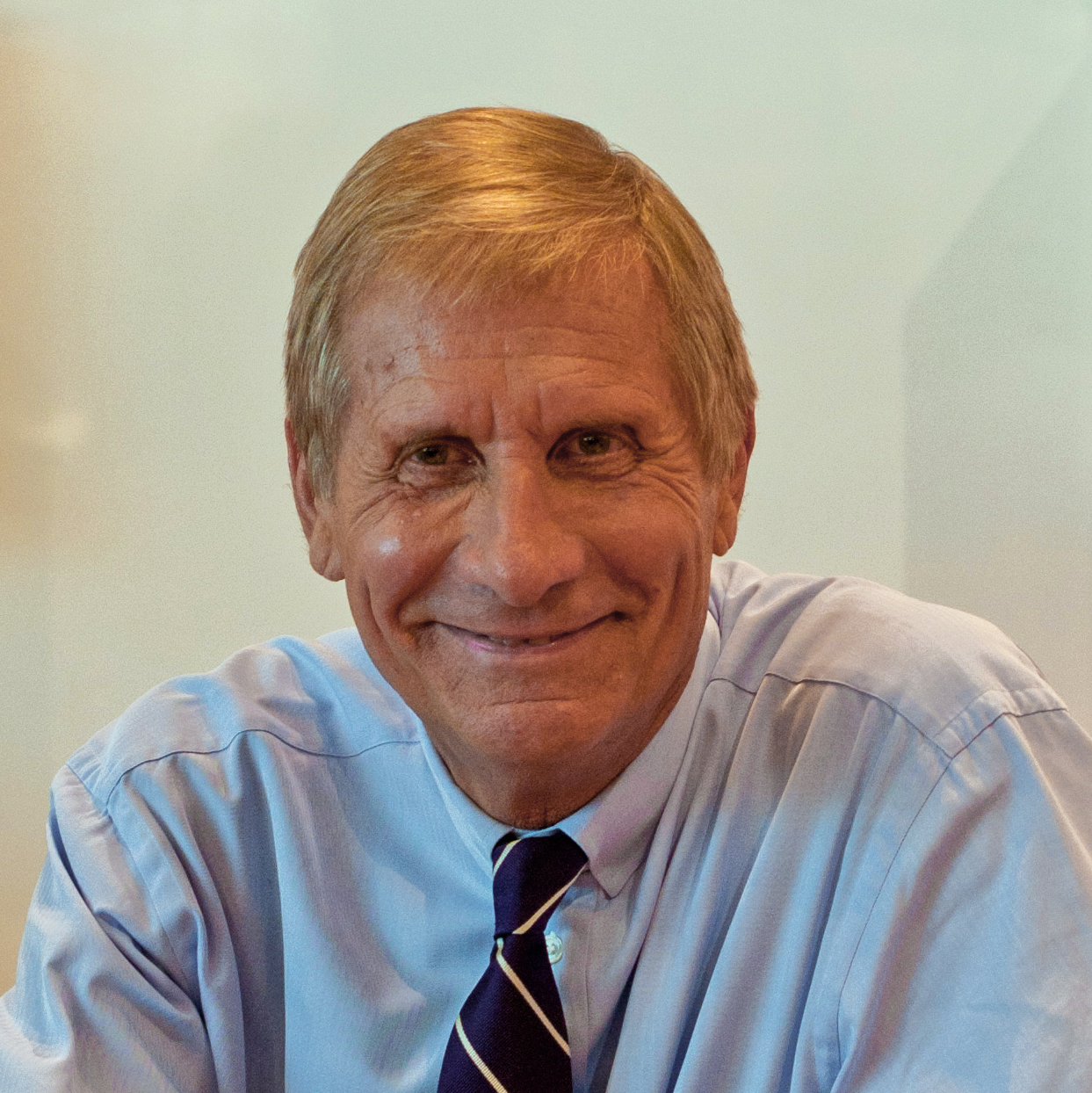
Ulrich Wickert (* 1942)

- 1944: Bernard Grofman, US-amerikanischer Politikwissenschaftler
- 1944: Jacky Ravenel, französischer Automobilrennfahrer
- 1944: Botho Strauß, deutscher Schriftsteller
- 1944: Ibrahim Rugova, kosovo-albanischer Politiker
- 1945: Adele Armin, kanadische Geigerin
- 1945: Lisa Kreuzer, deutsche Schauspielerin
- 1945: Penelope Spheeris, US-amerikanische Filmregisseurin, -produzentin und Drehbuchautorin
- 1945: Charles Watson, US-amerikanischer Serienmörder
- 1946: Gianni Versace, italienischer Modeschöpfer
- 1946: John Sheldon, britischer Automobilrennfahrer
- 1947: Walter Klemm, deutscher Fußballspieler
- 1947ː Janet Landgard, US-amerikanische Schauspielerin
- 1947: Rudolf Scharping, deutscher Politiker
- 1948: Haukur Angantýsson, isländischer Schachspieler
- 1948: T. C. Boyle, US-amerikanischer Schriftsteller
- 1948ː Barbara Czarniawska, polnisch-schwedische Organisationsforscherin Barbara Czarniawska (* 1948)

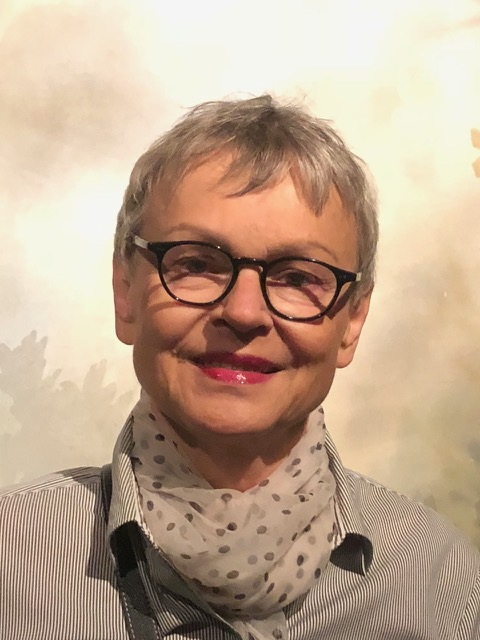
Barbara Czarniawska (* 1948)

- 1948: Reinhard Höppner, deutscher Politiker (SPD)
- 1948: Antonín Panenka, tschechoslowakischer Fußballspieler
- 1948: Wolfgang Röhr, deutscher Diplomat
- 1948: Christine Westermann, deutsche Fernsehmoderatorin
- 1950: Otto Georgens, Weihbischof im Bistum Speyer
- 1950: Ursela Monn, Schweizer Schauspielerin
- 1950: Paul Watson, kanadischer Tierschützer

#### 1951–1975
- 1951: Pino Ammendola, italienischer Schauspieler, Theaterautor und Filmregisseur
- 1952: Andreas Mölzer, österreichischer Politiker und Publizist
- 1953: Adrian Amstutz, Schweizer Unternehmer und Politiker
- 1954: Franz Comploi, italienischer Organist und Musikpädagoge
- 1954: Milomir Jakovljević, jugoslawischer Fußballspieler
- 1955: Ignatios Antoniadis, griechischer Physiker
- 1955: Kenneth Frazelle, US-amerikanischer Komponist
- 1955: Gilbert Glaus, Schweizer Radrennfahrer
- 1960: Justus von Dohnányi, deutscher Film- und Fernsehschauspieler, Autor und Regisseur
- 1960: Sydney Youngblood, US-amerikanischer Soul-Sänger
- 1961: Gaby Köster, deutsche Schauspielerin und Komikerin
- 1961: Doron Rabinovici, österreichischer Schriftsteller und Essayist
- 1962: Evelyn Kenzler, deutsche Politikerin, MdB
- 1962: Filip Peeters, belgischer Schauspieler
- 1962: Thomas Quast, deutscher Richter und Musiker
- 1963: Max Gertsch, Schweizer Schauspieler

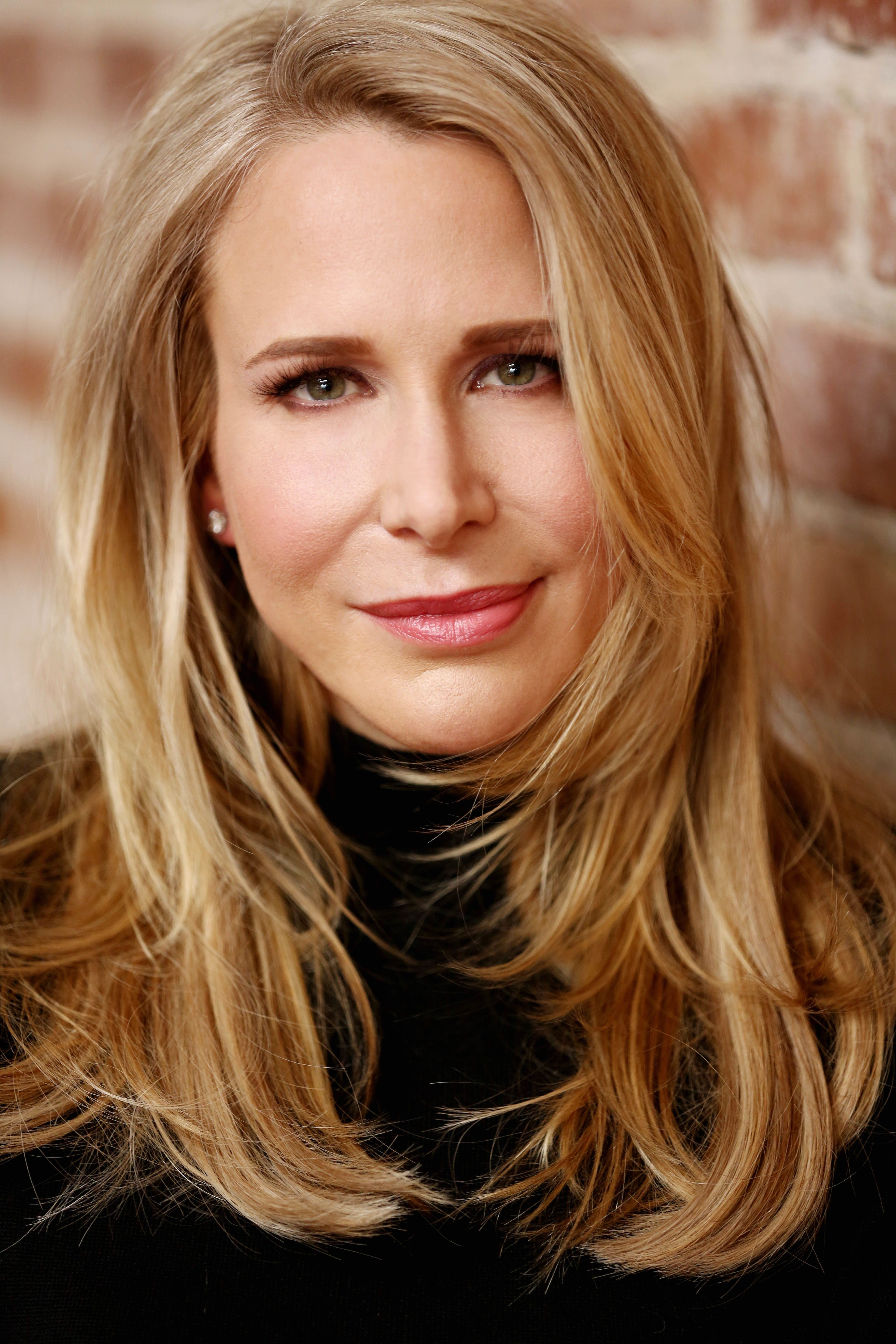
Vanessa O’Brien (* 1964)

- 1964: Vanessa O’Brien, britisch-amerikanische Bergsteigerin
- 1965: Edgar Aristizábal Quintero, kolumbianischer Weihbischof
- 1965: Rosanna Sieveking, deutsche Juristin
- 1967: Giovanni Parisi, italienischer Boxer
- 1968: Rafael Horzon, deutscher Unternehmer und Schriftsteller

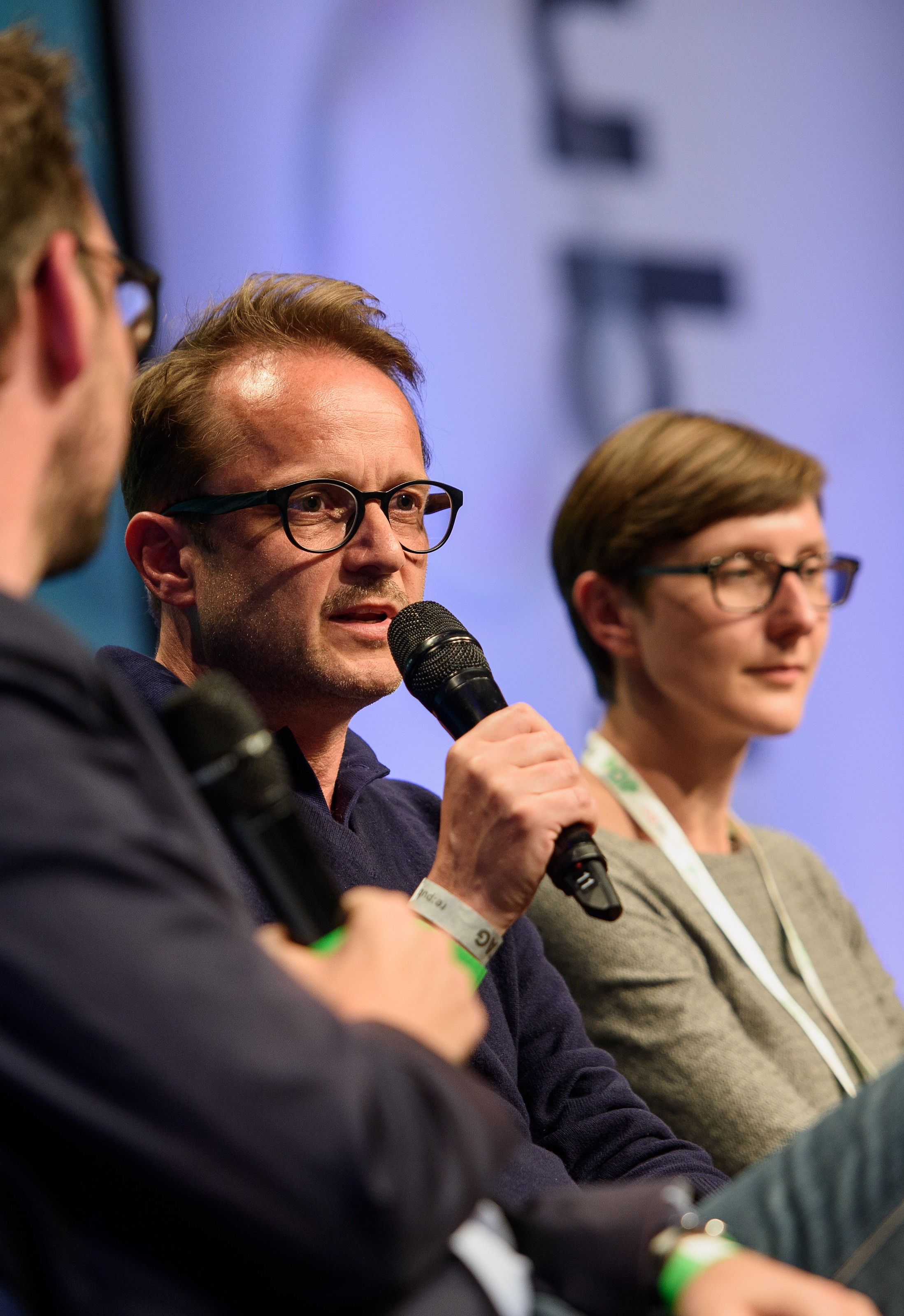
Rafael Horzon (* 1968)

- 1968: Lucy Liu, US-amerikanische Schauspielerin
- 1968: Steve Martin, australischer Motorradrennfahrer
- 1968: Nate Mendel, US-amerikanischer Musiker
- 1969: Peggy Sander, deutsche Synchronsprecherin
- 1970: Alexander Cejka, tschechoslowakisch-deutscher Golfspieler
- 1970: Sebastian Horn, deutscher Musiker und Fernsehmoderator
- 1970: Sergei Alexandrowitsch Krylow, russischer Geiger
- 1971: Jüri Reinvere, estnisch-deutscher Komponist
- 1972: Roman Rossa, deutscher Schauspieler
- 1972: Sergej Scholtok, lettischer Eishockeyspieler
- 1973: Matt Downs, US-amerikanischer Automobilrennfahrer
- 1973: Jan Ullrich, deutscher Radrennfahrer
- 1973: Monica Seles, US-amerikanische Tennisspielerin
- 1974: Martyn Ashton, britischer Trialbike-Fahrer
- 1974: Duncan Pugh, australischer Bobfahrer
- 1975: Jean-Michel Arcucci, französischer Squashspieler

#### 1976–2000
- 1976: Sabine Urban, deutsche Schauspielerin
- 1977: Salar Aghili, iranischer Sänger
- 1977: Olivier Caillas, deutsch-französischer Fußballspieler
- 1977: Karsten Klein, deutscher Politiker, MdL
- 1977: Siyabonga Nomvethe, südafrikanischer Fußballspieler

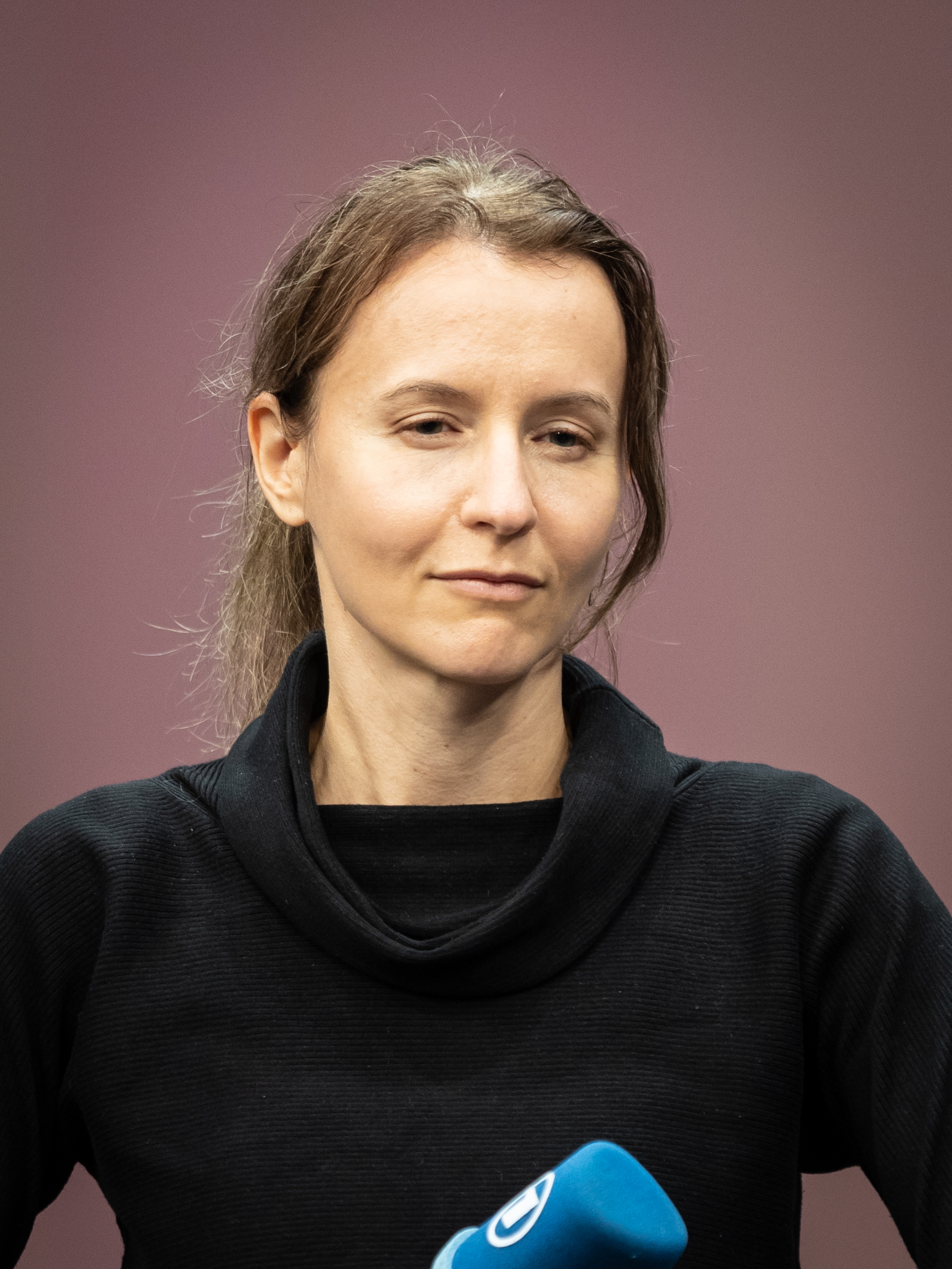
Alina Bronsky (* 1978)

- 1978: Muisi Ajao, nigerianischer Fußballspieler
- 1978: Alina Bronsky, deutsche Schriftstellerin
- 1978: Nelly Furtado, kanadisch-portugiesische Sängerin
- 1978: Joe Maese, US-amerikanischer American-Football-Spieler
- 1978: Fonsi Nieto, spanischer Motorradrennfahrer
- 1978: Louisa Walter, deutsche Hockeyspielerin
- 1979: Yvonne Catterfeld, deutsche Sängerin, Schauspielerin, Musikerin und Moderatorin
- 1979: Angelina Grün, deutsche Volleyballspielerin
- 1979: Michael McIndoe, schottischer Fußballspieler
- 1979: Lucie Ratajová, tschechische Fußballschiedsrichterassistentin

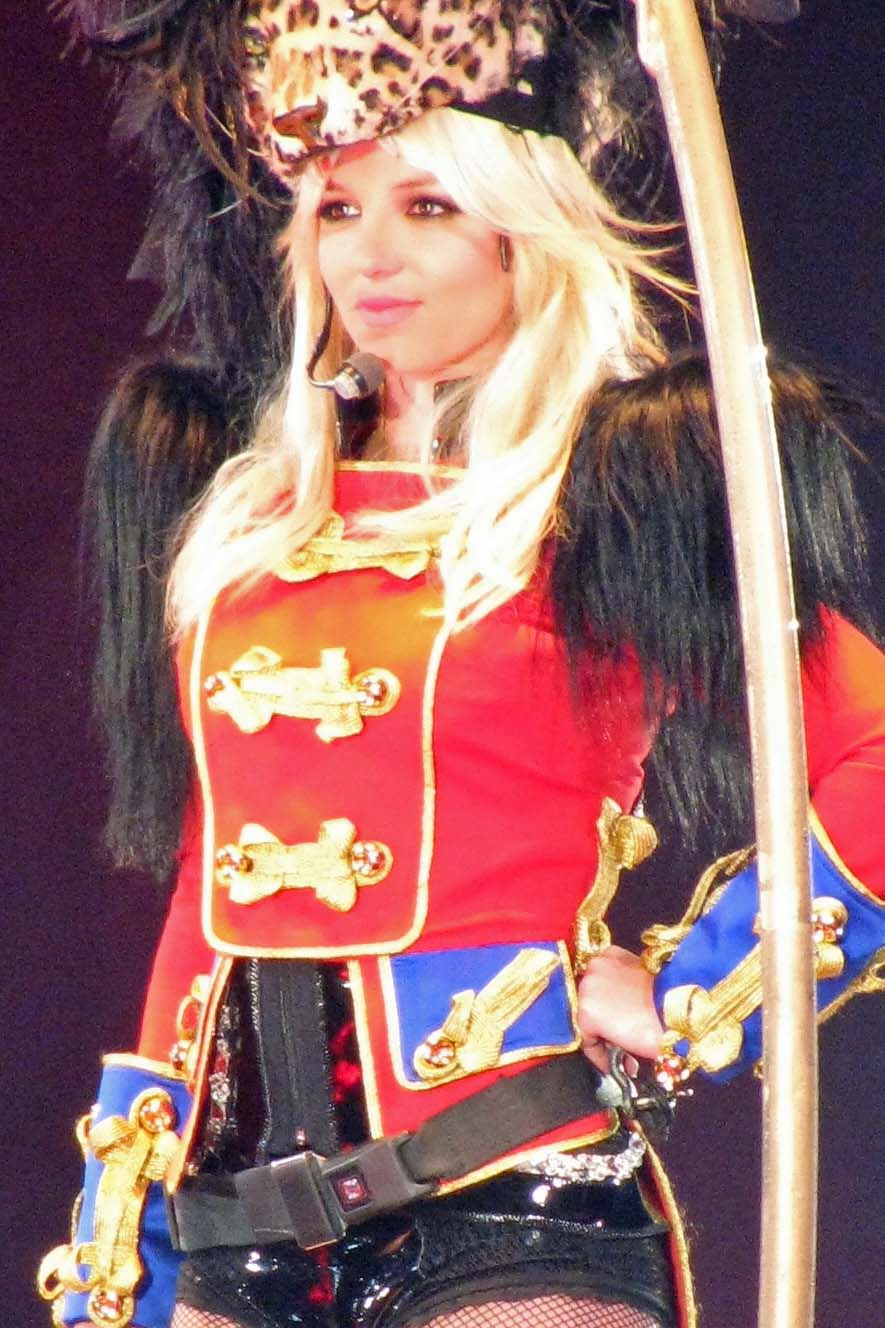
Britney Spears (* 1981)

- 1980: Marco Engelhardt, deutscher Fußballspieler
- 1980: Patrick Neumann, deutscher Fußballspieler
- 1980: Michael Stocklasa, Liechtensteiner Fußballspieler
- 1981: Wladimir Jefimkin, russischer Radsportler
- 1981: Thomas Pöck, österreichischer Eishockeyspieler
- 1981: Danijel Pranjić, kroatischer Fußballspieler
- 1981: Britney Spears, US-amerikanische Sängerin
- 1982: Leif Anton, deutscher Handballspieler
- 1983: Chris Burke, schottischer Fußballspieler
- 1983: Aaron Rodgers, US-amerikanischer Football-Quarterback
- 1983: Daniela Ruah, portugiesisch-US-amerikanische Schauspielerin
- 1984: Iliesa Delana, fidschianischer Leichtathlet
- 1984: Pamela Tajonar, mexikanische Fußballspielerin
- 1985: Tatjana Asarowa, kasachische Hürdenläuferin
- 1985: Kathrin Müller, deutsche Springreiterin
- 1986: Claudiu Keșerü, rumänischer Fußballspieler
- 1986: Sandra von Ruffin, deutsche Schauspielerin
- 1986: Tal Wilkenfeld, australische Musikerin
- 1987: Fabian Klos, deutscher Fußballspieler
- 1987: Luis Manuel Otero Alcántara, kubanischer Künstler und Dissident
- 1988: Kim Adolfsson, schwedische Biathletin
- 1988: Alfred Enoch, englischer Schauspieler
- 1988: Necati Öziri, deutscher Schriftsteller und Dramaturg
- 1988: Kim Ojo, nigerianischer Fußballspieler
- 1990: Emmanuel Agyemang Badu, ghanaischer Fußballspieler
- 1991: Brandon Knight, US-amerikanischer Basketballspieler
- 1992: Wiktor Passitschnyk, ukrainischer Nordischer Kombinierer
- 1992: Luke Rhodes, US-amerikanischer American-Football-Spieler
- 1992: Sophia Schober, deutsche Schauspielerin
- 1993: Tiffany Gauthier, französische Skirennläuferin
- 1993: Dylan McLaughlin, US-amerikanischer Schauspieler
- 1994: Letícia Santos de Oliveira, brasilianische Fußballspielerin
- 1995: Lukas T. Sperber, deutscher Schauspieler und Sprecher
- 1995: Simone Velasco, italienischer Radrennfahrer
- 1997: Selen Altunkulak, französisch-türkische Fußballspielerin
- 1998: Juice Wrld, US-amerikanischer Rapper, Sänger und Songwriter
- 1998: Amber Montana, US-amerikanische Schauspielerin

### 21. Jahrhundert
- 2001: Luis Foege, deutscher Handballspieler
- 2003: Jan Habdas, polnischer Skispringer

## Gestorben

### Vor dem 16. Jahrhundert
- 0537: Silverius, Papst

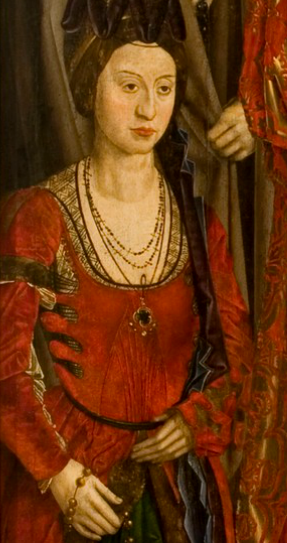
Isabel von Portugal († 1455)

- 0735: Toneri-shinnō, japanischer Prinz, Herausgeber des Nihonshoki
- 1060: Gebhard III., Bischof von Regensburg
- 1079: Mabile de Bellême, Ehefrau des normannischen Barons Roger de Montgomerie, 1. Earl of Shrewsbury
- 1302: Audun Hugleiksson, norwegischer Baron, Stallmeister und königlicher Schatzmeister
- 1344: Konrad von Salmansweiler, Bischof von Gurk
- 1348: Hanazono, letzter japanischer Kaiser aus der Kamakura-Zeit
- 1360: John de Beauchamp, 1. Baron Beauchamp de Warwick, englischer Adliger und Admiral
- 1381: Jan van Ruysbroek, flämischer mittelalterlicher Theologe und Mystiker
- 1452: Johannes III. Grünwalder, Fürstbischof von Freising
- 1455: Isabel von Portugal, Königin von Portugal
- 1463: Albrecht VI., Herzog von Österreich
- 1464: Blanca II. von Navarra, Titularkönigin von Navarra
- 1469: Piero di Cosimo de’ Medici, Stadtherr von Florenz
- 1503: Arnold Bodensen, deutscher Philosoph, Theologe und Hochschullehrer

### 16. bis 18. Jahrhundert

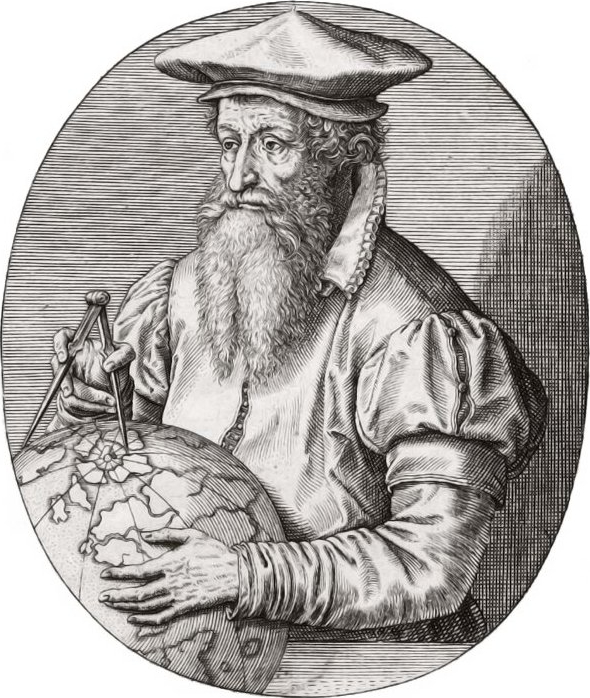
Gerhard Mercator († 1594)

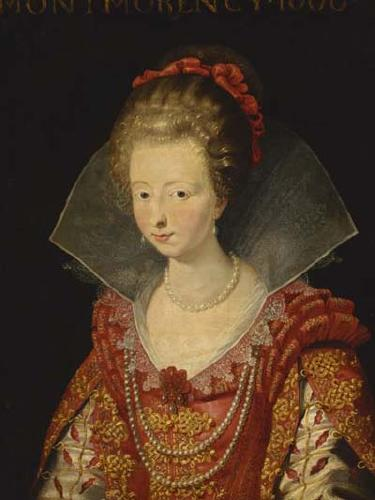
Charlotte-Marguerite de Montmorency († 1650)

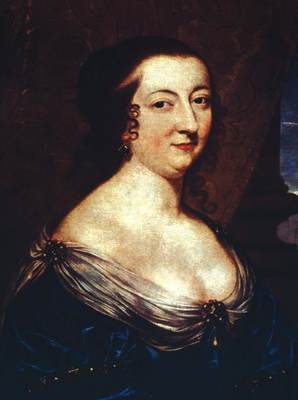
Catherine de Vivonnes († 1665)

- 1515: Gonzalo Fernández de Córdoba y Aguilar, spanischer General und Staatsmann
- 1519: Maddalena de’ Medici, Florentiner Adelige
- 1526: Thomas Fuchs von Wallburg, Reichshauptmann in Regensburg
- 1528: Mathias Mulich, Nürnberger Fernhandelskaufmann
- 1547: Hernán Cortés, spanischer Konquistador und Entdecker
- 1560: Georg Sabinus, brandenburgischer Gründungsrektor der Universität zu Königsberg
- 1570: Matthäus Alber, deutscher Reformator
- 1574: Henri-Robert de La Marck, Herzog von Bouillon und Fürst von Sedan
- 1591: Esrom Rüdinger, deutscher Philologe, Pädagoge, Physiker und Geschichtsschreiber
- 1593: Alfonso Felice d’Avalos d’Aquino d’Aragona, italienischer Adeliger
- 1594: Gerhard Mercator, flämisch-deutscher Mathematiker, Geograph, Philosoph, Theologe und Kartograf
- 1632: Johann Wilhelm, Herzog von Sachsen-Altenburg und Herzog von Jülich-Kleve-Berg
- 1638: Petrus Cunaeus, niederländischer Philologe und Rechtswissenschaftler
- 1648: Heinrich Julius von Zerssen, deutscher Hofbeamter
- 1650: Charlotte-Marguerite de Montmorency, Fürstin von Condé
- 1661: Daniel Seghers, flämischer Maler
- 1665: Catherine de Vivonne, Marquise de Rambouillet, Schirmherrin eines literarischen Salons in Paris
- 1675: Franz Hieß, österreichischer Steinmetzmeister und Bildhauer des Barock, Untervorsteher der Wiener Bauhütte
- 1689: Ewald von Kleist, kurbrandenburgischer Diplomat
- 1694: Adalbert Guggomos, Benediktiner und Abt der Abtei Niederaltaich
- 1694: Pierre Puget, französischer Maler und Bildhauer
- 1706: Johann Georg Ahle, deutscher Komponist, Organist, Dichter und Kirchenmusiker
- 1710: Ferdinand Ignaz Hinterleithner, österreichischer Lautenist und Komponist
- 1710: Christian Kelch, deutsch-baltischer Pastor und Chronist
- 1723: Philippe II. de Bourbon, Herzog von Orléans, Regent von Frankreich
- 1733: Gerard Hoet, niederländischer Maler
- 1734: Christian Gottlieb Bussius, deutscher Hammerherr
- 1736: Johann Gottfried von Berger, deutscher Mediziner
- 1738: Carlo Antonio Tavella, italienischer Maler
- 1748: Charles Seymour, 6. Duke of Somerset, englischer Peer und Hof- und Staatsbeamter
- 1760: Giuseppe Besozzi, italienischer Oboist
- 1774: Johann Friedrich Agricola, thüringischer Musiker, Komponist und Musikschriftsteller
- 1781: Zenón de Somodevilla y Bengoechea, spanischer Staatsmann und Reformator
- 1782: Christian Friedrich Polz, deutscher Logiker und evangelischer Theologe
- 1792: Johann Christoph Döderlein, deutscher Theologe
- 1792: Veit Königer, Tiroler Bildhauer
- 1794: Johann Gottlob Leidenfrost, deutscher Mediziner und Theologe
- 1796: Jean Charles Abbatucci, französischer General
- 1800: Jordi Bosch, mallorquinischer Orgelbauer
- 1800: Johann Ludwig von Eckardt, deutscher Rechtswissenschaftler

### 19. Jahrhundert

Philipp Otto Runge († 1810)

- 1810: Philipp Otto Runge, deutscher Maler der Frühromantik
- 1811: Jacob Matthias Schmutzer, österreichischer Kupferstecher und Maler
- 1813: Franz Joseph Konstantin Schömann, deutscher Rechtswissenschaftler

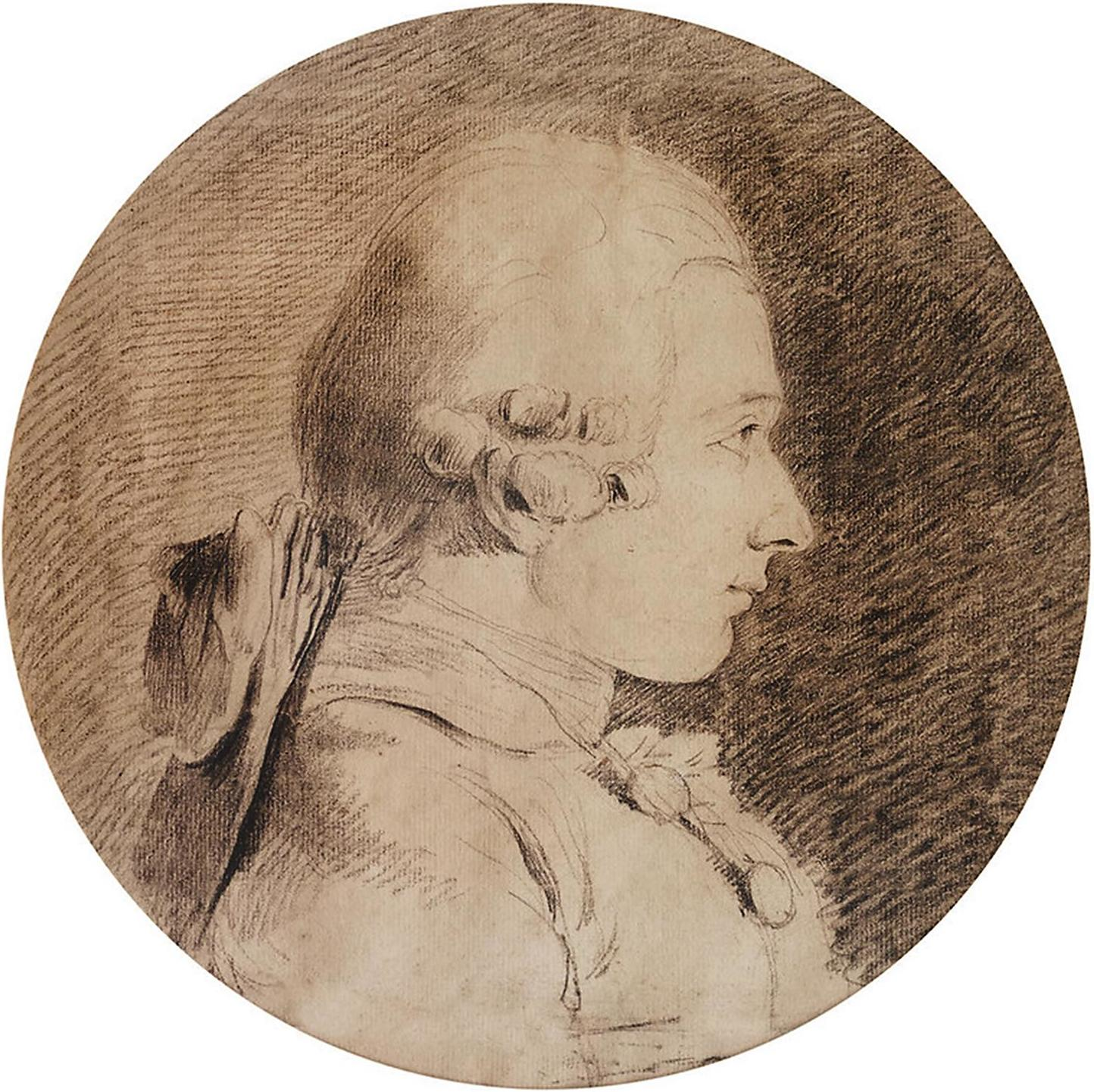
Marquis de Sade
(† 1814)

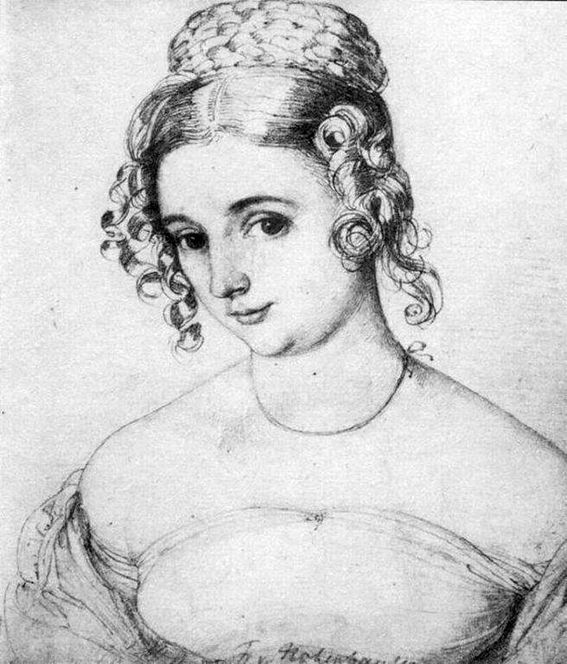
Elise von Hohenhausen († 1857)

- 1814: Donatien Alphonse François Marquis de Sade, französischer Schriftsteller
- 1816: Johann Friedrich Städel, deutscher Privatbankier und Kunstsammler
- 1820: Johann Jürgen Busch, deutscher Bildhauer
- 1820: Marie-Victoire Lemoine, französische Malerin
- 1824: Fjodor Petrowitsch Uwarow, russischer General und Diplomat
- 1828: Alois Hildwein, österreichischer Architekt des Biedermeier
- 1830: August Gottfried Wilhelm Andreae, preußischer Beamter
- 1836: Carl von Rosenstein, schwedischer lutherischer Theologe und Erzbischof von Uppsala
- 1845: Johann Simon Mayr, italienischer Komponist
- 1848: Edward Solly, britischer Kaufmann und Kunstsammler
- 1849: Adelheid von Sachsen-Meiningen, deutsche Prinzessin, Königin von Großbritannien und Irland
- 1849: Isaak Löw Hofmann, österreichischer Kaufmann
- 1857ː Elise von Hohenhausen, deutsche Schriftstellerin, Übersetzerin und Salonnière
- 1859: John Brown, US-amerikanischer Abolitionist
- 1867: Philaret Drosdow, russischer Metropolit
- 1872: Wincenty Pol, polnischer Schriftsteller, Geograph und Ethnograph
- 1877: Moritz von Bethmann, deutscher Unternehmer und Bankier
- 1879: Peter Acklin, Schweizer Jurist, Journalist und Politiker
- 1879: Ferdinand Lindheimer, deutsch-US-amerikanischer Botaniker, Journalist und Verleger
- 1880: Claudio S. Grafulla, US-amerikanischer Komponist, Arrangeur und Dirigent
- 1881: Jenny Marx, deutsche Sozialistin
- 1882: Leopold Stein, deutscher Rabbiner
- 1886: Arnold Ipolyi, ungarischer Geistlicher, Historiker und Kunsthistoriker
- 1891: Hermann Heinrich Howaldt, deutscher Bildhauer, Erzgießer und Kupfertreiber
- 1893: Pauline Cushman, US-amerikanische Schauspielerin und Spionin der Nordstaaten im Amerikanischen Bürgerkrieg
- 1893ː Carolina Märklin, deutsche Unternehmerin
- 1900: Ludwig Jacobowski, deutscher Lyriker, Schriftsteller und Publizist

### 20. Jahrhundert

#### 1901–1950
- 1902: Richard Belcredi, österreichischer Politiker
- 1903: Otto von und zu Aufseß, deutscher Politiker
- 1904: Karl Koester, deutscher Pathologe und Hochschullehrer
- 1908: Ilse Frapan, deutsche Schriftstellerin
- 1909: Rudolf Achleitner, österreichischer Kapellmeister und Komponist
- 1910: Gustav Adolf von Götzen, deutscher Offizier und Afrikaforscher
- 1912: Otis Bardwell Boise, US-amerikanischer Komponist
- 1912: Albert Keith Smiley, US-amerikanischer Quäker, Pädagoge und Philanthrop
- 1918: Edmond Rostand, französischer Dramatiker
- 1919: Evelyn Henry Wood, britischer Feldmarschall
- 1923: Tomás Bretón, spanischer Komponist
- 1924: Hugo von Seeliger, deutscher Astronom
- 1927: Paul Heinrich von Groth, deutscher Mineraloge
- 1931: Vincent d’Indy, französischer Komponist
- 1931: Hans Temple, österreichischer Maler
- 1932: Emil Bär, Schweizer Lehrer und Historiker
- 1932: Angelo Nessi, Schweizer Journalist und Librettist
- 1933: Erwin Baur, deutscher Genetiker und Botaniker
- 1934: Jakob Meisenheimer, deutscher Chemiker
- 1937: Joe Smith, US-amerikanischer Jazz-Trompeter
- 1941: Edward Rydz-Śmigły, polnischer Marschall und Politiker
- 1943ː Jenny Grimminger, Opfer des nationalsozialistischen Regimes, erste Ehefrau von Eugen Grimminger
- 1943: Berthold Maurenbrecher, deutscher Altphilologe
- 1944: Josef Lhévinne, russisch-US-amerikanischer Pianist
- 1944: Filippo Tommaso Marinetti, italienischer Schriftsteller, Begründer des Futurismus
- 1946: Susanne Granitsch, österreichische Malerin
- 1947: Max Stürcke, deutscher Bankier
- 1948: Chano Pozo, kubanischer Sänger, Tänzer und Percussionist
- 1949: Albert Ammons, US-amerikanischer Pianist
- 1950: Dinu Lipatti, rumänischer Pianist und Komponist

#### 1951–1975
- 1951: José de Jesús Ravelo, dominikanischer Komponist und Musikpädagoge
- 1951: Manuel Ugarte, argentinischer Schriftsteller
- 1953: Reimmichl, österreichischer Priester, Tiroler Volksdichter
- 1954: Enrique Soro Barriga, chilenischer Komponist
- 1955: Theodor Knolle, deutscher evangelischer Theologe
- 1955: Otto Soyka, österreichischer Schriftsteller
- 1956: Franz Osten, deutscher Filmregisseur
- 1957: Harrison Ford
- 1958: Carl Bilfinger, deutscher Staatsrechtler
- 1958: Jan Kok, niederländischer Fußballspieler
- 1959: John August Anderson, US-amerikanischer Astronom
- 1959: Fritz Bache, deutscher Fußballspieler
- 1959: Josef Hutter, tschechischer Musikwissenschaftler und -pädagoge
- 1961: George Simpson, US-amerikanischer Leichtathlet
- 1963: Sasaki Nobutsuna, japanischer Schriftsteller
- 1964: Roger Bissière, französischer Maler
- 1966: Maurice Falkner, britischer Automobilrennfahrer
- 1967: Max Neufeld, österreichischer Schauspieler und Filmregisseur
- 1969: José María Arguedas, peruanischer Schriftsteller und Ethnologe
- 1969: Kliment Jefremowitsch Woroschilow, sowjetischer Politiker, Verteidigungsminister, Marschall der Sowjetunion, Vorsitzender des Präsidiums des Obersten Sowjets
- 1972: Wassili Luckhardt, deutscher Architekt
- 1972: Yip Man, Großmeister der chinesischen Kampfkunst Wing Chun
- 1973: Bernhard Rösler, Unternehmer vom Niederrhein
- 1974: Sophie-Carmen Eckhardt-Gramatté, russisch-deutsche Komponistin
- 1974: Max Weber, Schweizer Politiker
- 1975: Hans Johner, Schweizer Schachspieler und Musiker

#### 1976–2000
- 1976: Tommaso Maestrelli, italienischer Fußballspieler und -trainer
- 1976: William Tannen, US-amerikanischer Film- und Theaterschauspieler
- 1977: Otto Adam, deutscher Fechter
- 1978: Max Geiger, Schweizer evangelischer Geistlicher und Hochschullehrer
- 1979: Wassili Solowjow-Sedoi, russischer Komponist
- 1980: Takakichi Asō, japanischer Unternehmer und Politiker
- 1981: Rudolf Prack, österreichischer Schauspieler
- 1982: David Blue, US-amerikanischer Sänger, Gitarrist und Schauspieler
- 1982: Lindley Evans, australischer Pianist, Musikpädagoge und Komponist

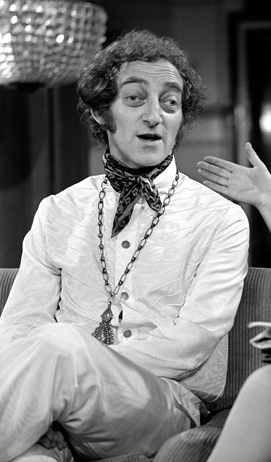
Marty Feldman († 1982)

- 1982: Marty Feldman, britischer Schauspieler und Komiker
- 1982: Giovanni Ferrari, italienischer Fußballspieler und -trainer
- 1985: Philip Larkin, britischer Autor
- 1986: Heinrich Amersdorffer, deutscher Maler, Grafiker und Kunsterzieher
- 1986: Desi Arnaz, kolumbianischer Musiker und Schauspieler
- 1987: Luis Federico Leloir, argentinischer Chemiker, Nobelpreisträger
- 1987: Myrta Silva, puerto-ricanische Sängerin und Komponistin
- 1988: Hans Jürgen von Arnswaldt, deutscher Forstwirt
- 1989: Georg Krug, deutscher Landwirt und Politiker, MdB
- 1990: Aaron Copland, US-amerikanischer Komponist und Dirigent
- 1990: Robert Cummings, US-amerikanischer Schauspieler
- 1990: Paul Hoffmann, deutscher Schauspieler
- 1991: Ernst Achenbach, deutscher Rechtsanwalt und Politiker, MdL, MdB, MdEP
- 1991: Hilde Firtel, österreichische Autorin, Übersetzerin und Komponistin
- 1992: Leo Barkin, kanadischer Pianist und Musikpädagoge
- 1992: Ellen Weber, deutsche Schauspielerin und Opernsängerin
- 1993: Pablo Escobar, kolumbianischer Drogenhändler, Drogenschmuggler und Terrorist
- 1997: Guido Brunner, deutscher Politiker, Diplomat und EG-Kommissar
- 1998: Theodora Mead Abel, US-amerikanische Psychologin
- 1998: Bob Haggart, US-amerikanischer Jazzmusiker, Bassist, Arrangeur und Komponist
- 1999: Charlie Byrd, US-amerikanischer Jazzgitarrist

### 21. Jahrhundert
- 2002: Leslie Elizabeth Bullock Andrews, US-amerikanische Politikerin
- 2002: Ivan Illich, österreichischer Theologe
- 2002ː Brunhild von Oertzen, deutsche Managerin des Klosters Isenhagen und Äbtissin
- 2002: Mehmet Emin Toprak, türkischer Schauspieler
- 2002: Mal Waldron, US-amerikanischer Jazz-Pianist
- 2003: Ignaz Kiechle, deutscher Landwirt und Politiker, MdB, Bundesminister
- 2004: Kevin Coyne, britischer Rockmusiker
- 2004: Alicia Markowa, britische Ballerina
- 2005: Kenneth Boyd, US-amerikanischer Mörder, tausendster Hinrichtungskandidat in den USA seit 1976
- 2005: Bertico Sosa, dominikanischer Komponist, Arrangeur und Pianist
- 2006: Kurt Lipstein, deutsch-britischer Rechtswissenschaftler und Professor
- 2006: Mariska Veres, niederländische Popsängerin
- 2007: Eleonora Rossi Drago, italienische Schauspielerin
- 2007: Elizabeth Hardwick, US-amerikanische Literaturkritikerin und Dichterin
- 2007: Tada Michitarō, japanischer Literaturwissenschaftler und -kritiker

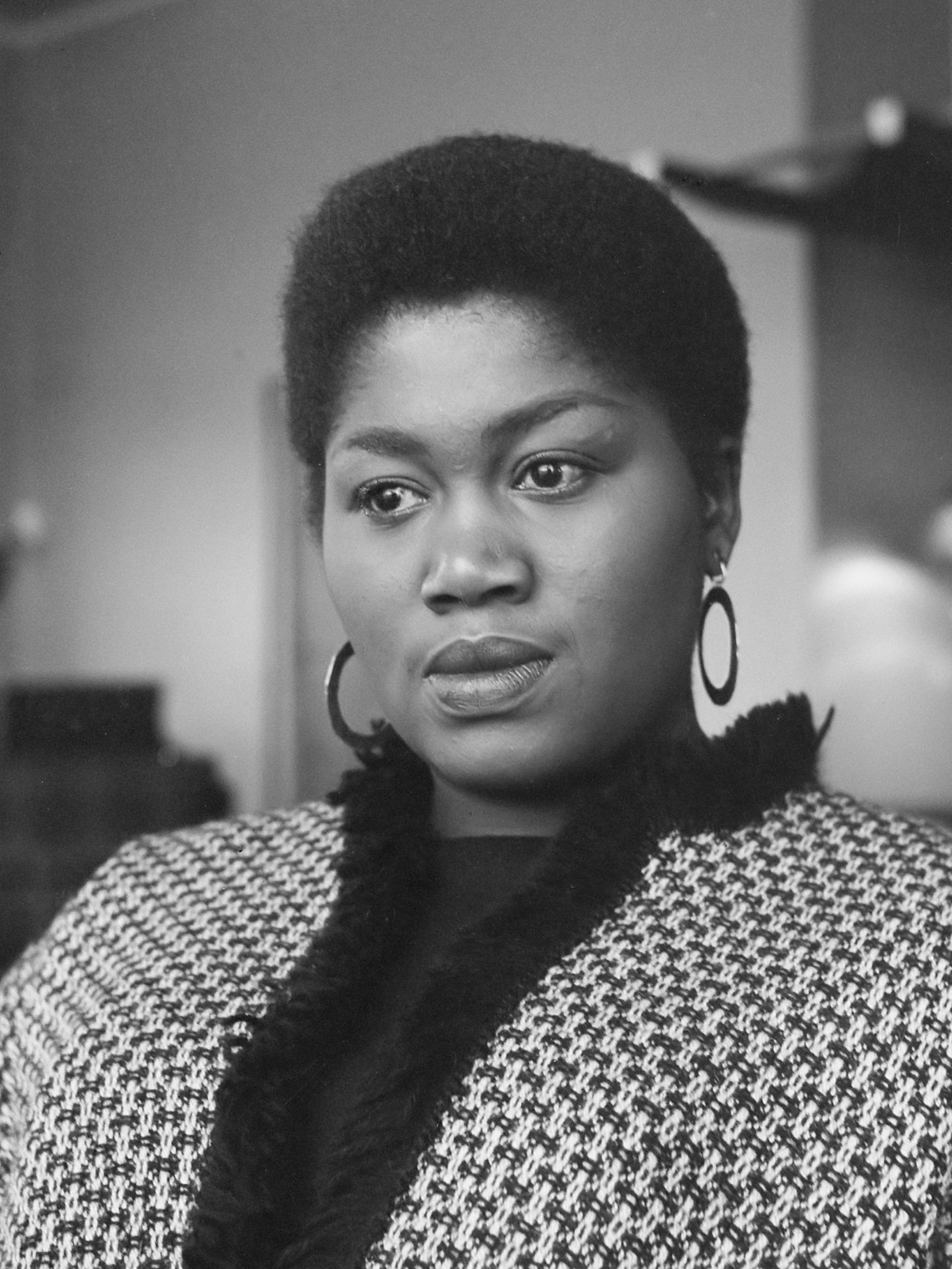
Odetta († 2008)

- 2008: Odetta, US-amerikanische Sängerin
- 2009: Eric Woolfson, britischer Musiker und Produzent
- 2010: Alfred Müller, deutscher Schauspieler

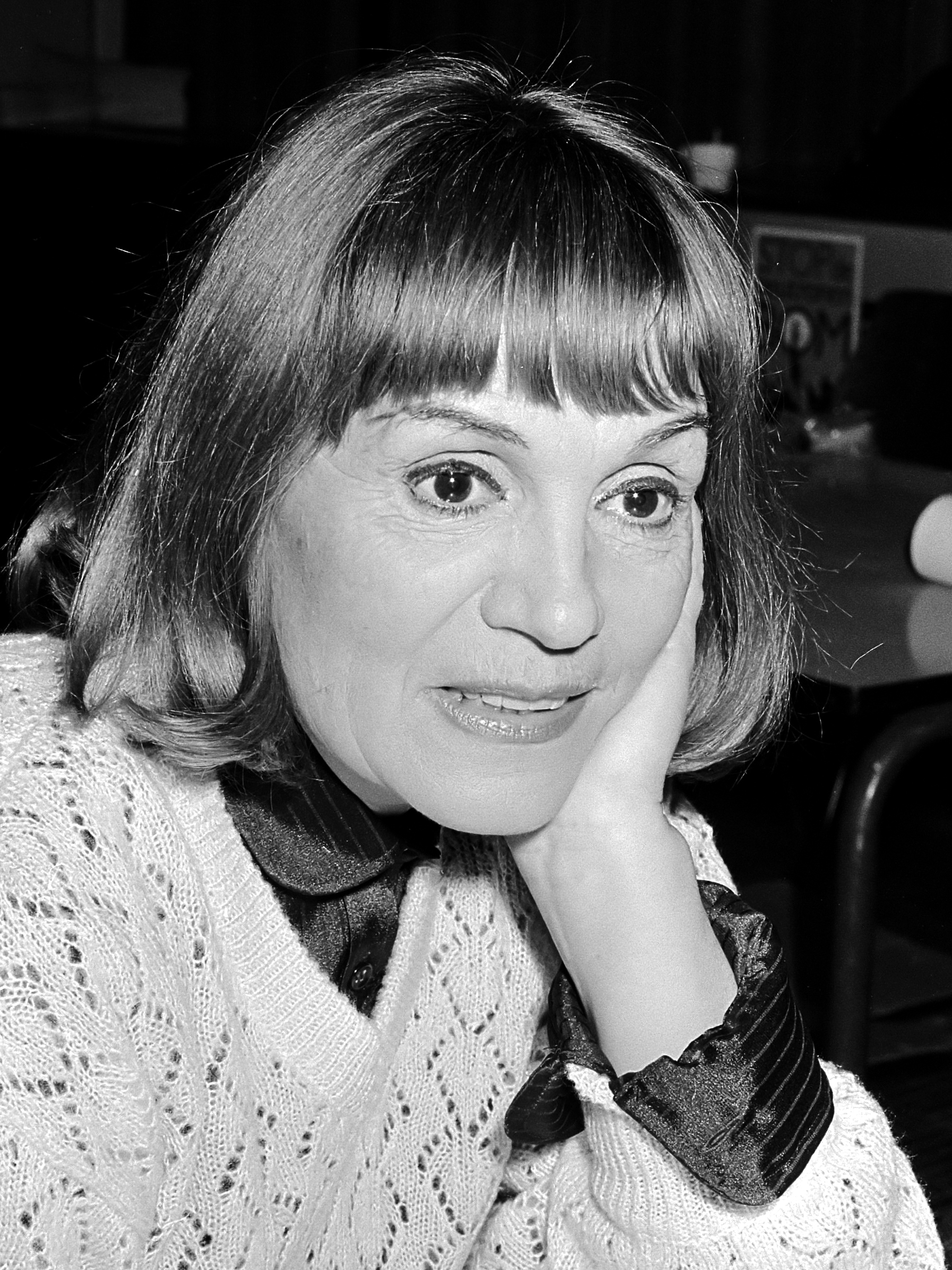
Gisela May († 2016)

- 2010: Pawoł Nowotny, sorbischer Literaturhistoriker und Volkskundler
- 2011: Anton Amberger, deutscher Biologe
- 2013: Junior Murvin, jamaikanischer Reggaemusiker
- 2013: Christopher Evan Welch, US-amerikanischer Schauspieler
- 2014: Dominique Aubier, französische Schriftstellerin
- 2014: Jean Béliveau, kanadischer Eishockeyspieler
- 2015: Gabriele Ferzetti, italienischer Schauspieler
- 2015: Peter Moosleitner, deutscher Journalist und Magazingründer
- 2015: Georg von Waldburg zu Zeil und Trauchburg, deutscher Unternehmer
- 2016: Gisela May, deutsche Schauspielerin und Sängerin
- 2017: Ulli Lommel, deutscher Schauspieler und Filmregisseur
- 2019: Mutaib ibn Abd al-Aziz, saudi-arabischer Prinz und Politiker
- 2019ː Irene Knickrehm, deutsche Politikerin
- 2019: Johann Baptist Metz, deutscher Theologe
- 2020: Valéry Giscard d’Estaing, französischer Politiker
- 2020: Kenneth V. Jones, britischer Musiker, Musiklehrer und Komponist
- 2020: Zafarullah Khan Jamali, pakistanischer Politiker
- 2020: Alfred Kucharczyk, polnischer Turner
- 2020: Karin Lindén, schwedische Turnerin
- 2021: Alex Orban, US-amerikanischer Fechter
- 2021: Felice Salis, italienischer Hockeyspieler
- 2023: Peter Studer, Schweizer Jurist, Journalist und Publizist
- 2024: Michael Ruetz, deutscher Fotograf

## Feier- und Gedenktage
- Kirchliche Gedenktage
  - Sel. Jan van Ruysbroek, belgischer Priester, Mystiker und Prior (evangelisch, katholisch)
  - Hl. Luzius von Chur, Missionar und Schutzpatron (katholisch)
- Namenstage
  - Johannes, Lucius
- Staatliche Feier- und Gedenktage
  - Vereinigte Arabische Emirate: Unabhängigkeit von Großbritannien (1971)

Weitere Einträge enthält die Liste von Gedenk- und Aktionstagen.